# Текстильник (Донецьк)
Текстильник  (до 1972 року Раківка; також Селище імені Островського) — великий мікрорайон, розташований на південному заході Донецька в складі Кіровського району.

## Історія
До 1972 року на території, яку нині займає Текстильник, перебували селище Раківка, що за радянських часів носило також офіційну назву «селище імені Островського», радгоспні поля і військовий аеродром, розташований в районі шахти № 19.
Перший етап будівництва житлового масиву припав на 1971-1975 рр. Новий мікрорайон повинен був забезпечити житлом працівників Донецького бавовняного комбінату та Донецької камвольно-прядильної фабрики. Завдяки цим підприємствам житловий масив і отримав свою назву.
Під час будівництва камвольно-прядильної фабрики і першої черги мікрорайону була знесена значна частина одноповерхових будинків Раківки.
Другий етап забудови датується 1979-1983 роками. Третій — 1989-1993 роки.
На початку 1990-х років у зв'язку з економічною кризою бавовняний комбінат і камвольно-прядильна фабрика практично зупинили виробництво. Масова невиплата заробітної плати змусила багатьох працівників підприємств зайнятися човниковою торгівлею. На Текстильнику виникає найбільший в місті стихійний речовий ринок, який отримує неофіційну назву «в'єтнамський ринок» (значну частину працівників текстильних підприємств, які зайнялися торгівлею, складали вихідці з В'єтнаму). Текстильник і зараз залишається одним з центрів торгівлі в Донецьку. У мікрорайоні розташовані великі ринки «Сокіл» та «Меркурій», а також кілька супермаркетів.

### Злочинність
Розвиток торгівлі в 1990-ті роки призвів до виникнення на території мікрорайону рекету та інших форм організованої злочинності. Текстильник стає місцем кримінальних «розборок» і резонансних убивств. Так, 10 січня 1996 біля будинку за адресою вул. Висоцького, 2 були вбиті Сергій Абрамов та Іван Фасулакі, пов'язані, за даними правоохоронних органів, із злочинним угрупуванням, що контролювала місцеві ринки.
У 2006 році стали відомі обставини житлової афери, пов'язаної з будівництвом багатоповерхового житлового будинку за адресою вул. Бахметьєва, 73. ТОВ «Соціальна ініціатива: Москва-Донецьк», яка проводила будівництво, було звинувачено у розкраданні коштів інвесторів, що викупили квартири в споруджуваному будинку.

## Географія

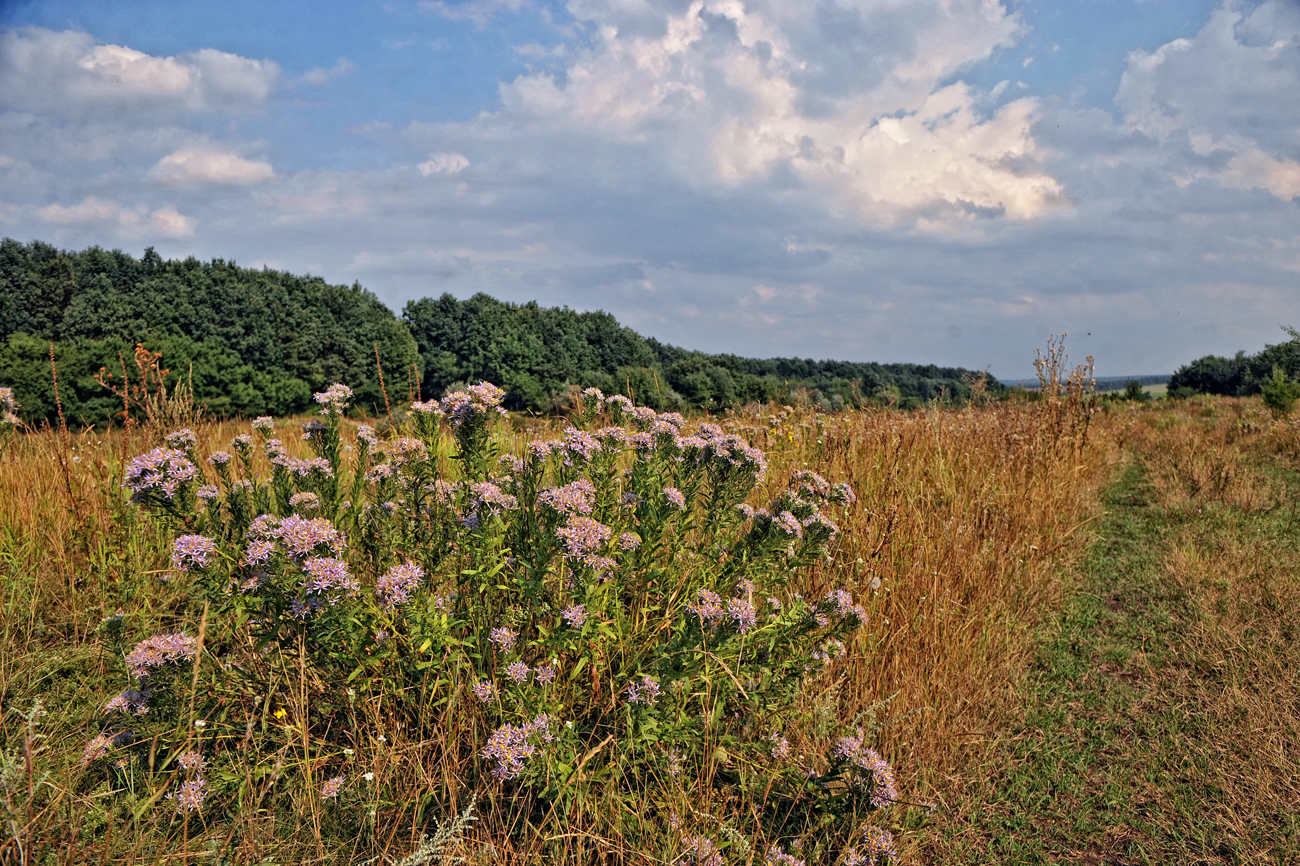
Поле поблизу Текстильника

Головні транспортні магістралі мікрорайону — вулиці Петровського, Пінтера, Текстильників, Ляшенка, Островського, Терешкової та Бахметьева.

### Природа
У селищі Раківка бере початок струмок Берючій. Біля витоків струмка закладені два ставки (відомі також як ставок Раківка). Стави сильно забруднені стоками камвольно-прядильної фабрики.
У долині струмка Берючій (в Раковської балці), на південному кордоні мікрорайону, розташований великий гай, засаджений, переважно, дубами і акаціями.

### Межі мікрорайону
Зі сходу по вулиці Гаргаева межує з селищем шахти № 19. Із заходу по залізничному полотну межує з селищем ДСК. На північ від вулиці Петровського до мікрорайону прилягає приватний сектор, що відноситься до селища Рутченкове. На півдні і південному сході мікрорайон опоясується промзонами текстильних підприємств, полями дачного кооперативу і гаєм в Раківській балці. Частина мікрорайону, побудована в 1970-ті роки неофіційно називається Старим Текстильником. Територія з більш пізніми будівлями — Новим Текстильником. Умовна межа між ними проходить по вулиці Островського.

### Житловий фонд
Житловий фонд Текстильника складається, в основному, з 9- 10- і 14-поверхових будинків. Також до складу мікрорайону входить одноповерхова приватна забудова по вулицях Поченкова, Бахметьєва і Новобудови. Це збережена частина селища Раківка.

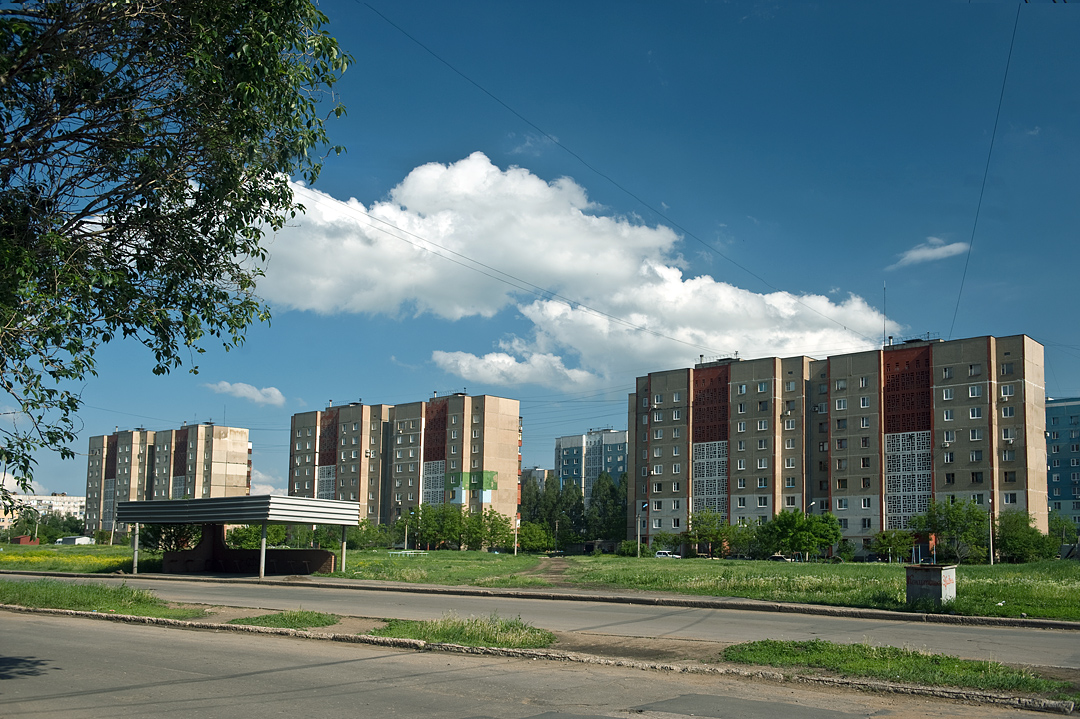
Вулиця Островського та вулиця Висоцького
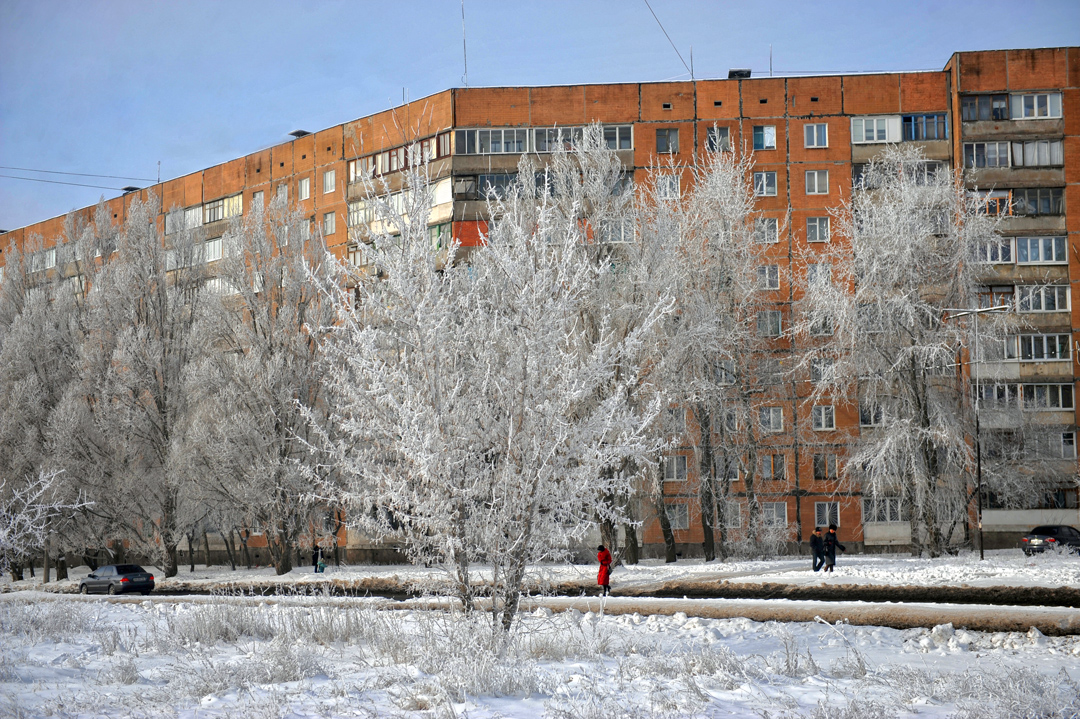
Вулиця Островського
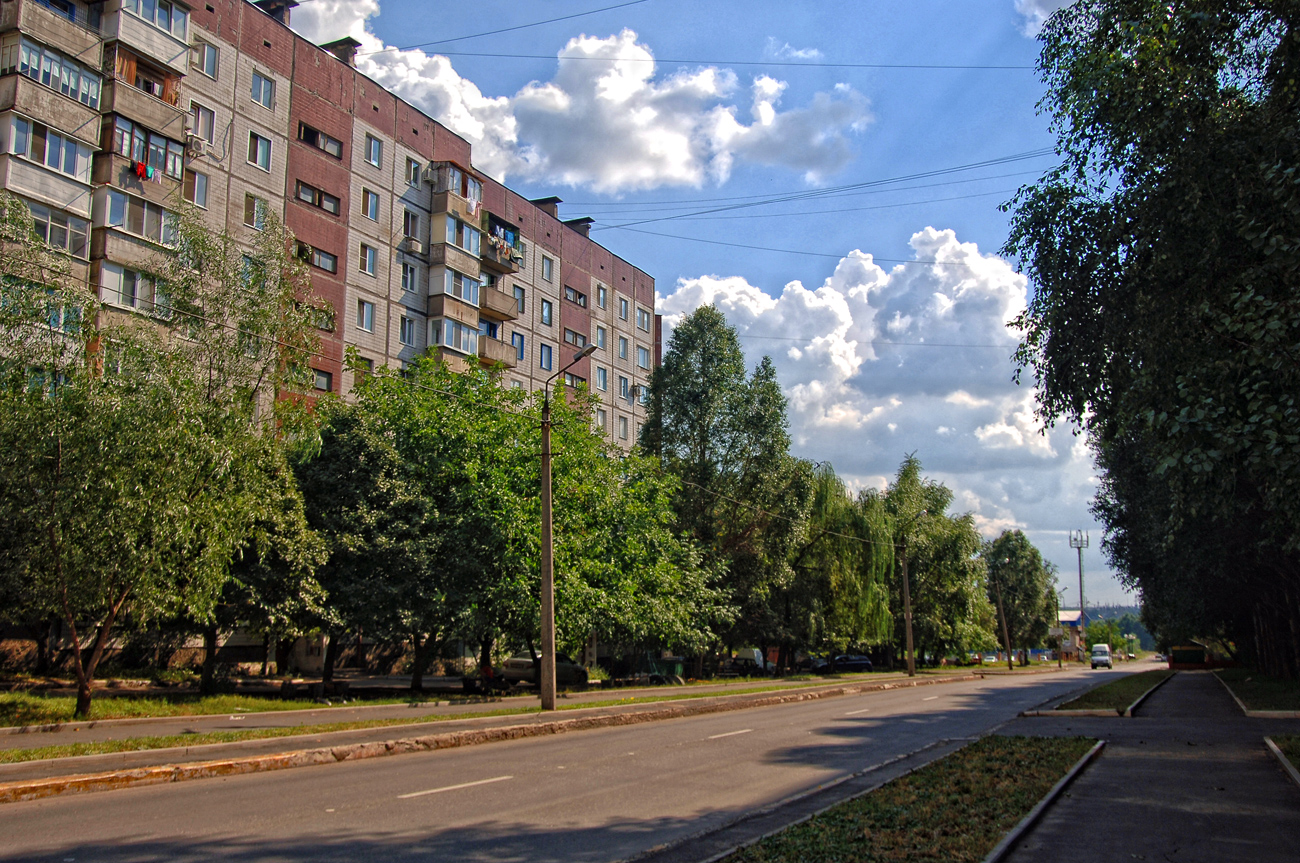
Вулиця Терешкової
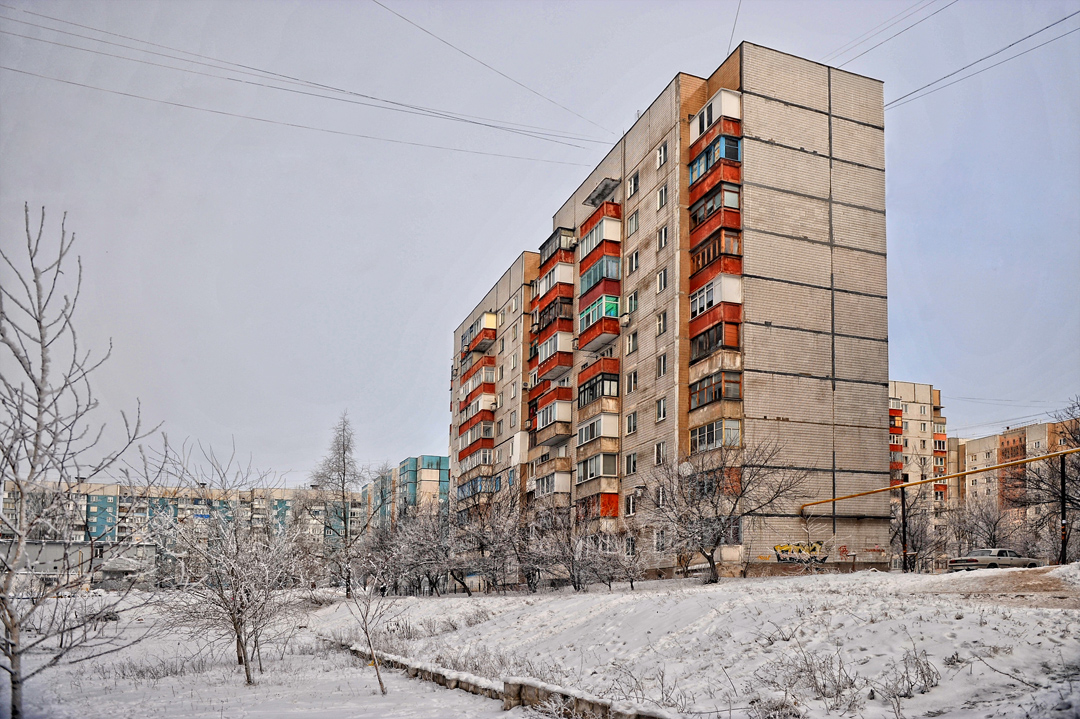
Вулиця Терешкової
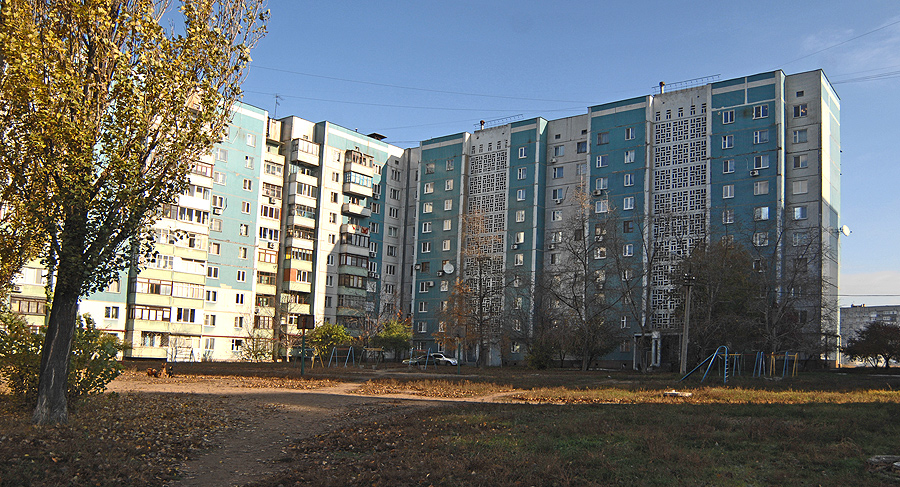
Вулиця Висоцького
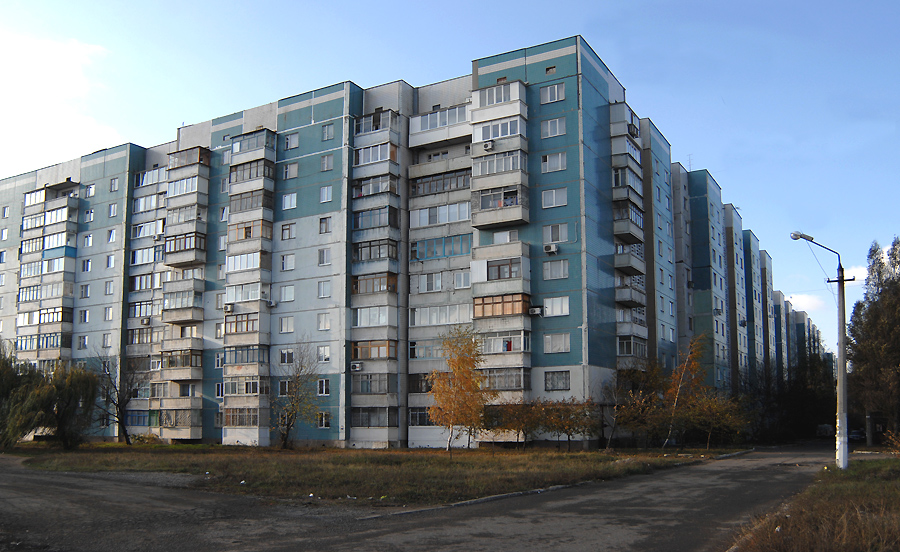
Вулиця Висоцького
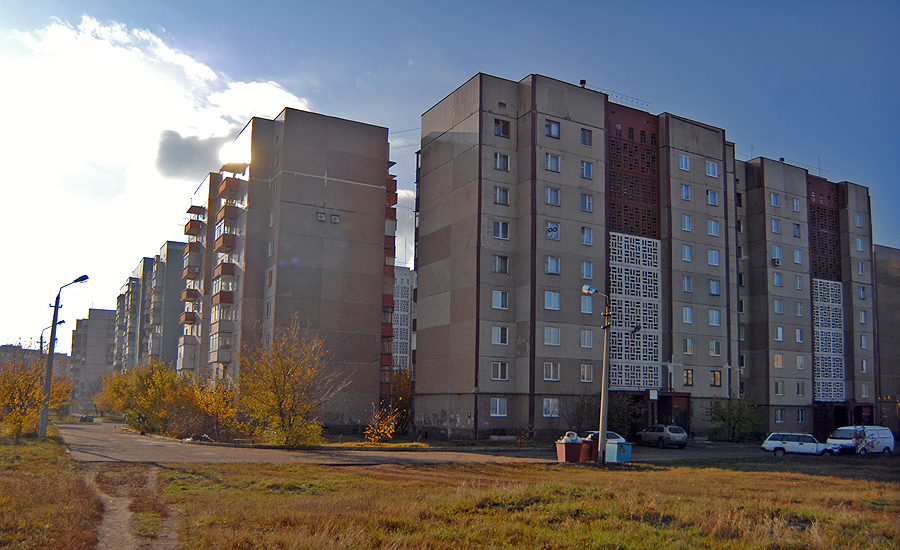
Вулиця Висоцького
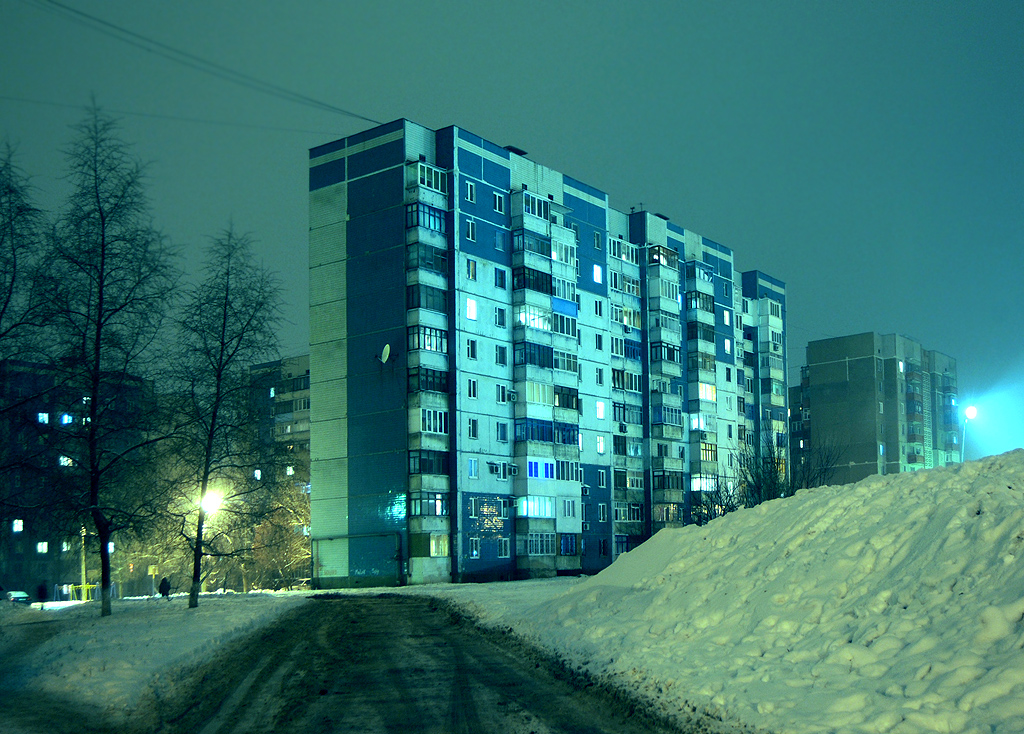
Вулиця Висоцького
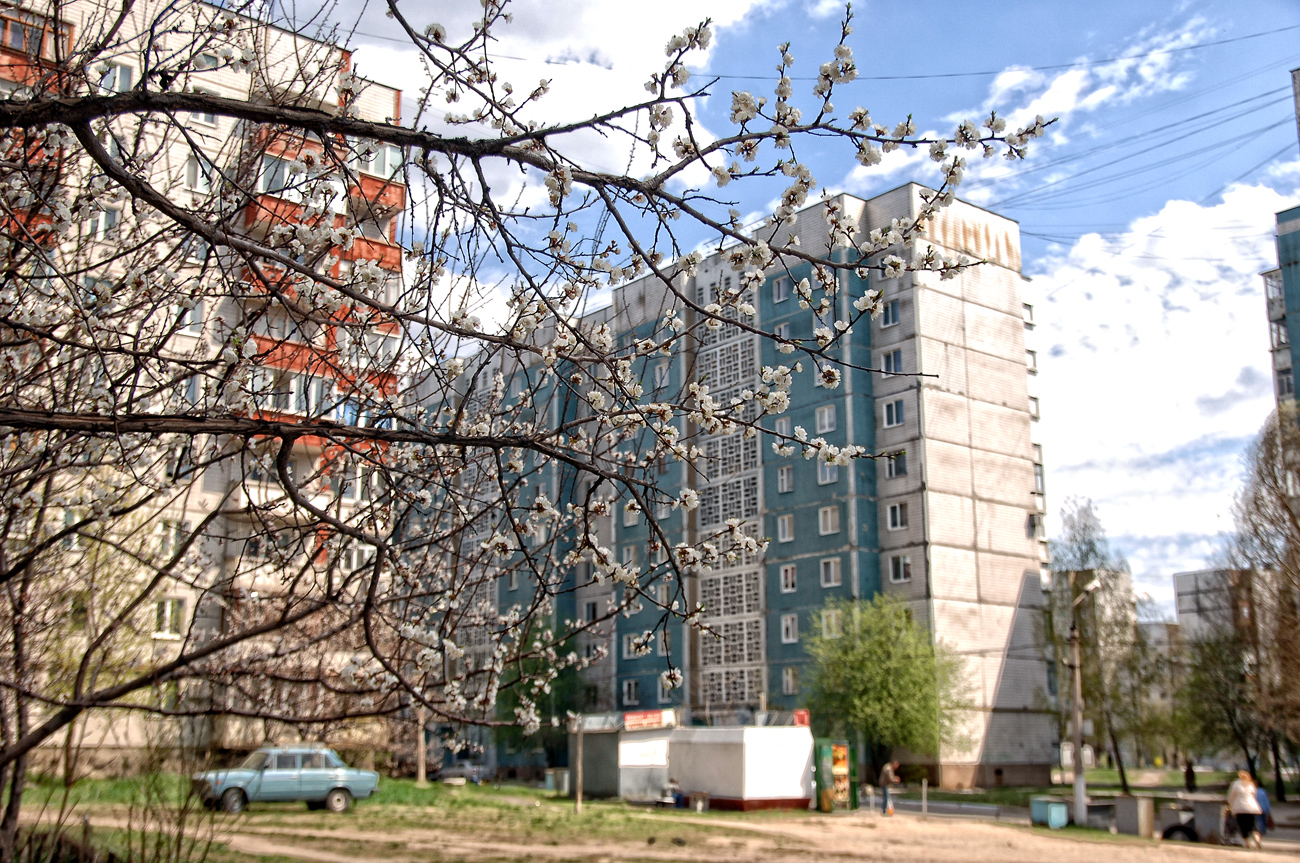
Вулиця Висоцького
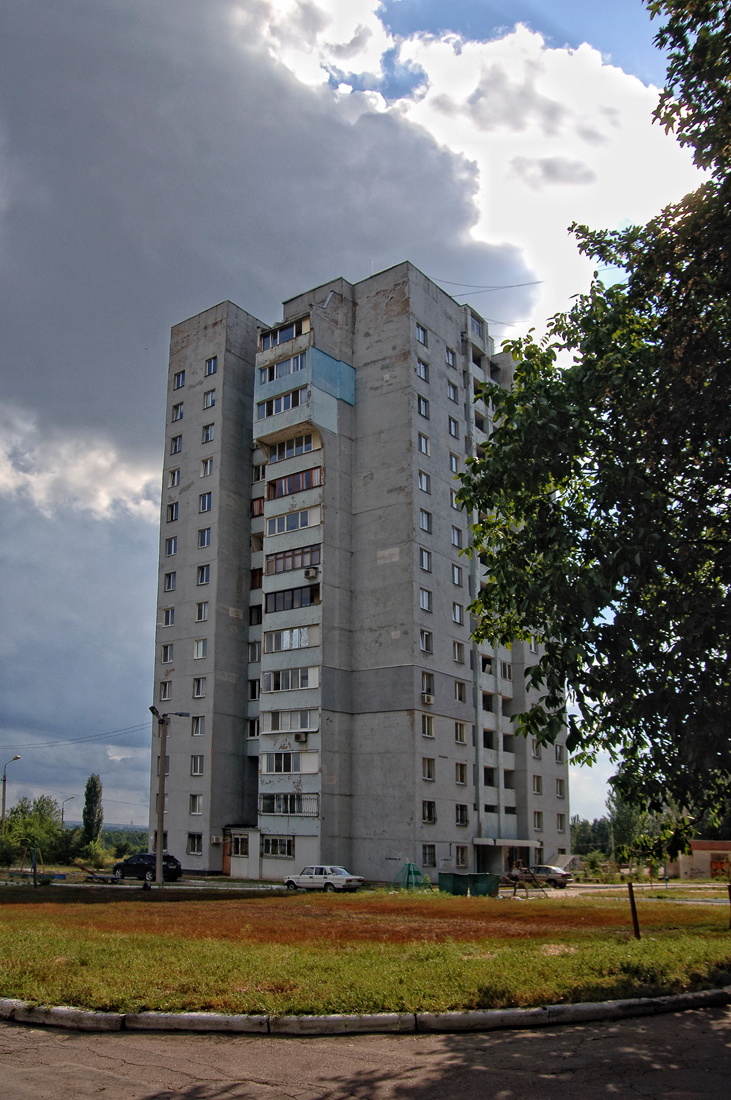
вул. Пінтера, 48 — типова монолітка серії 5403
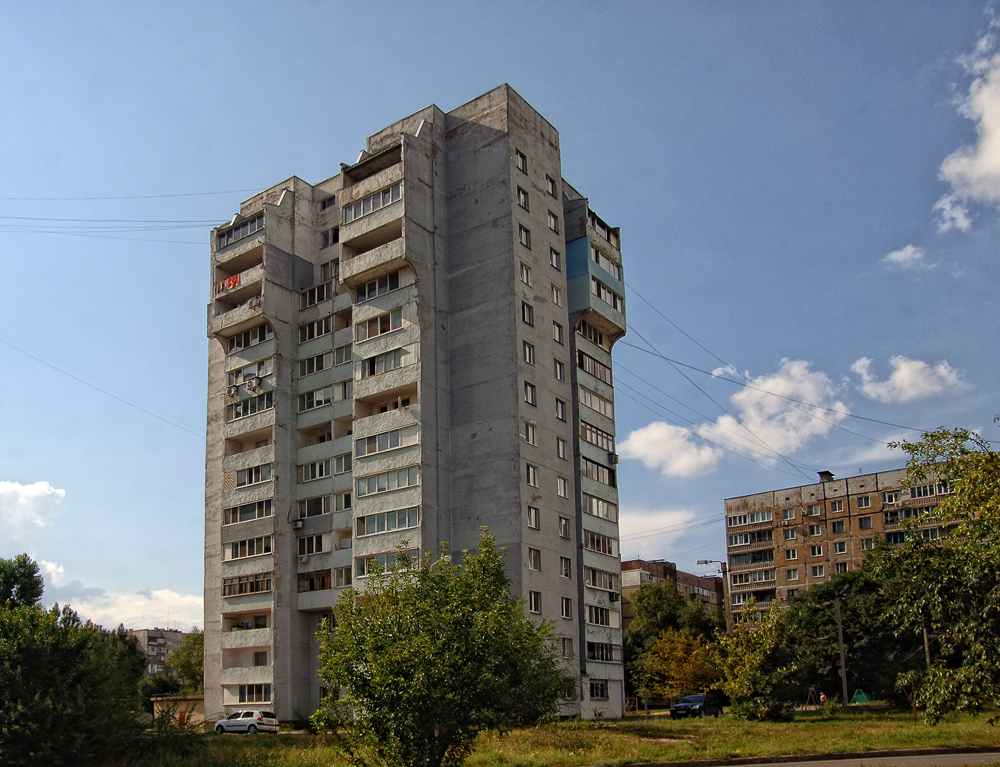
вул. Пінтера, 48 — типова монолітка серії 5403
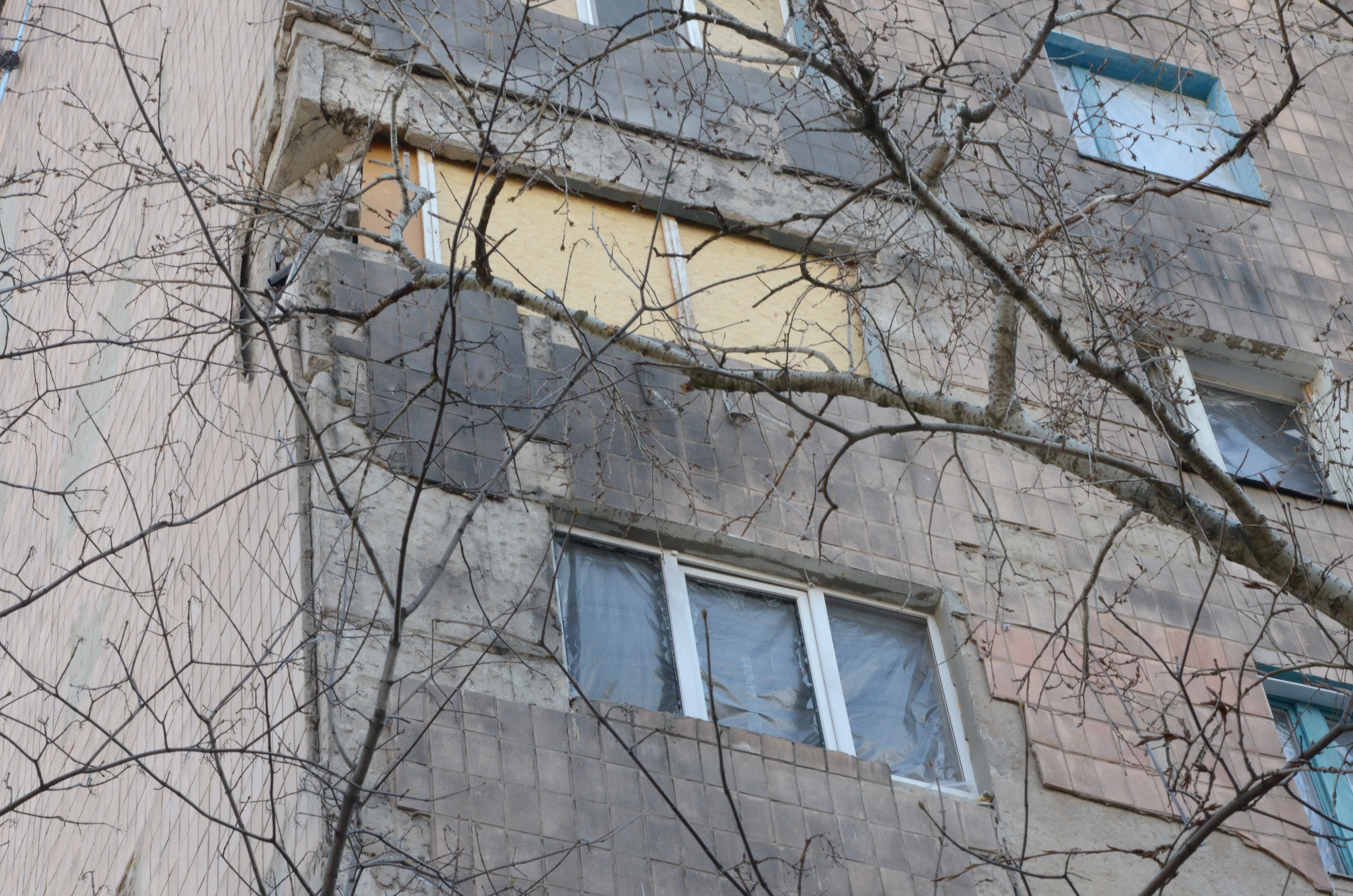
Вікно Багатоповерхівки

## Транспорт

#### Автобуси і маршрутні таксі
На території мікрорайону розташовані диспетчерські пункти:
- «ХБК» (кінцева зупинка автобусного маршруту № 47),
- вулиця Островського (№ 76, 87),
- вулиця Пінтера (№ 77, 85, 12, 58, 98, 40, 66, 65).

Крім того, через Текстильник проходять маршрути № 42, 42а, 42б, 42г, 47, 129, 78, 61, 66, 66а, 59 і транзитний транспорт в напрямку Мар'їнки і Вугледара.

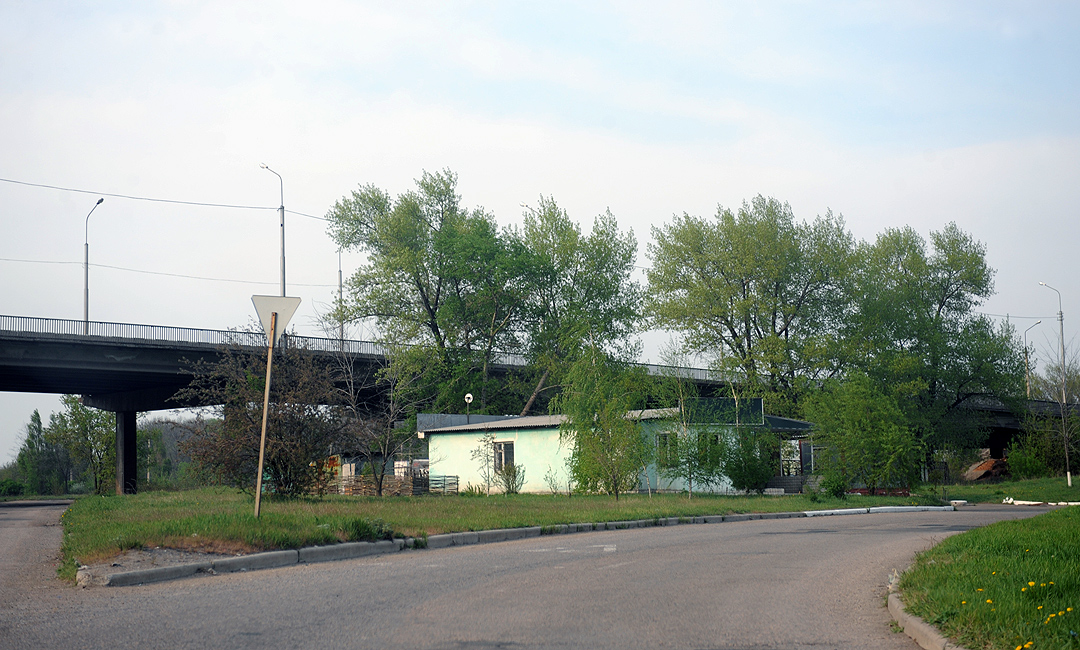
Міст над залізницею
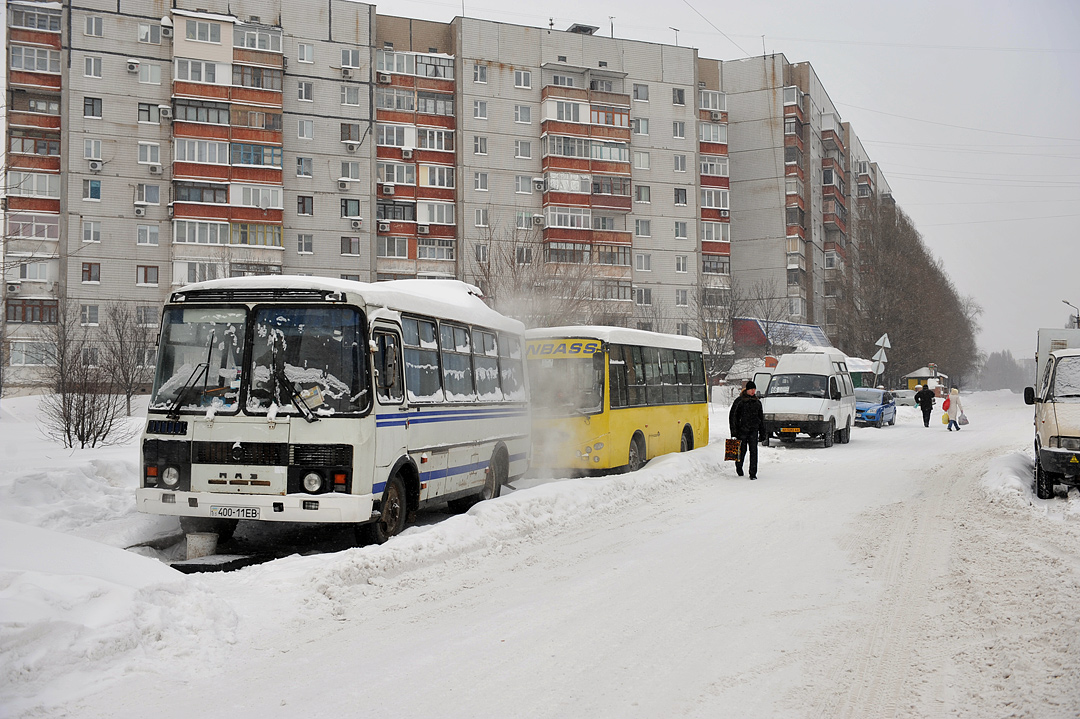
Автобуси на вулиці Терешкової

#### Трамвай
Через Текстильник проходять трамвайні маршрути № 8 (пов'язує мікрорайон з центром міста) і № 16 (йде від бавовняно-паперового комбінату в центральну частину Кіровського району).

#### Залізниця
Залізнична лінія «Донецьк — Маріуполь» проходить по західному кордону мікрорайону. Тут, на перегоні Рутченкове — Мандрикіне, 22 жовтня 2012 року був відкритий зупинний пункт «1146 км». По вулиці Петровського знаходиться автомобільний мостовий перехід через залізничне полотно, який пов'язує Текстильник і, власне, весь Донецьк з Петровським районом.

## Економіка і промисловість
Донецький бавовняний комбінат в 2002 році був викуплений київським об'єднанням «Текстиль-Контакт» і перетворений в ТОВ «Виробниче об'єднання „Текстиль-Контакт-Донбас“».
В 1998 році на південь від мікрорайону була створена  спеціальна економічна зона (СЕЗ) «Донецьк». На території СЕЗ розташовано кілька підприємств. Зокрема, цех компанії «Nord» (виробництво холодильної техніки).
Також на території СЕЗ «Донецьк» було відведено майданчик для будівництва сміттєпереробного заводу, із залученням шведського капіталу. 18 листопада 2009 року міський голова Донецька Олександр Лук'янченко і представник шведської фірми «Екоенерджі Скандинавія АБ» заклали перший камінь на місці будівництва підприємства. Було заявлено, що новий завод дозволить Донецьку вирішити проблему утилізації всіх твердих побутових відходів, що утворюються в місті.
Однак, плани з будівництва заводу призвели до акцій протесту з боку жителів Текстильника. Була створена ініціативна група, члени якої стверджували, що проект будівництва заводу не відповідав санітарним нормам і генеральному плану розвитку міста. У березні 2010 представники міської ради заявили про те, що завод буде побудований в іншій частині міста.

## Освіта
У Текстильнику розташовані Донецький індустріально-педагогічний технікум, ПТУ № 22 і 118, а також середні школи № 88, 97 і 112, ліцей № 30 та гімназія № 92. На вулиці Терешкової знаходиться Кіровська районна бібліотека № 3 для дітей.

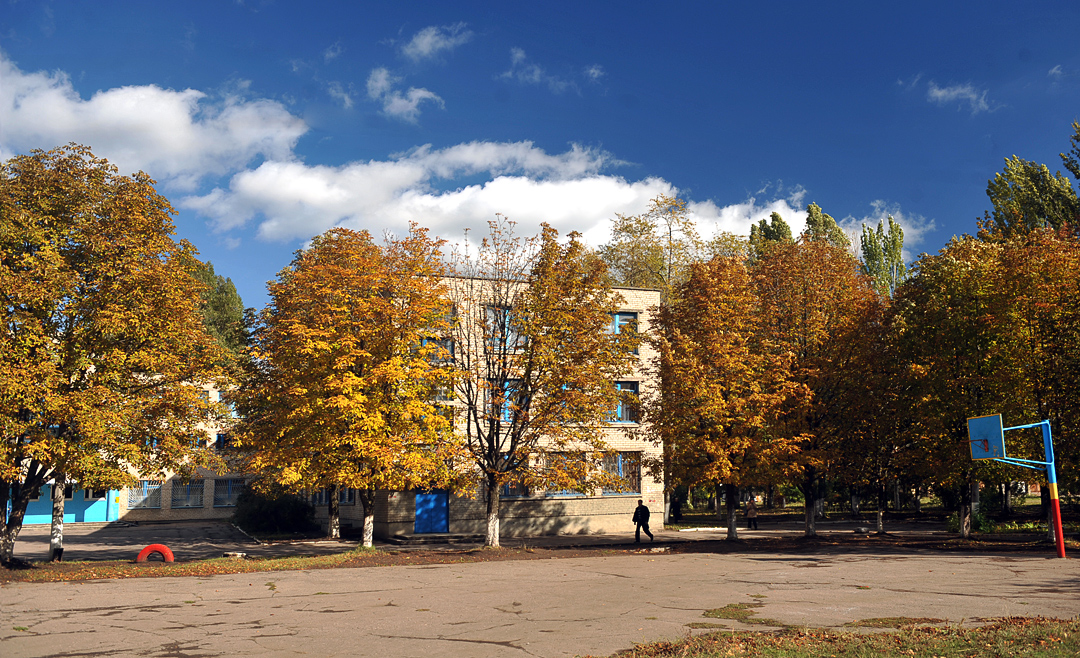
школа № 88
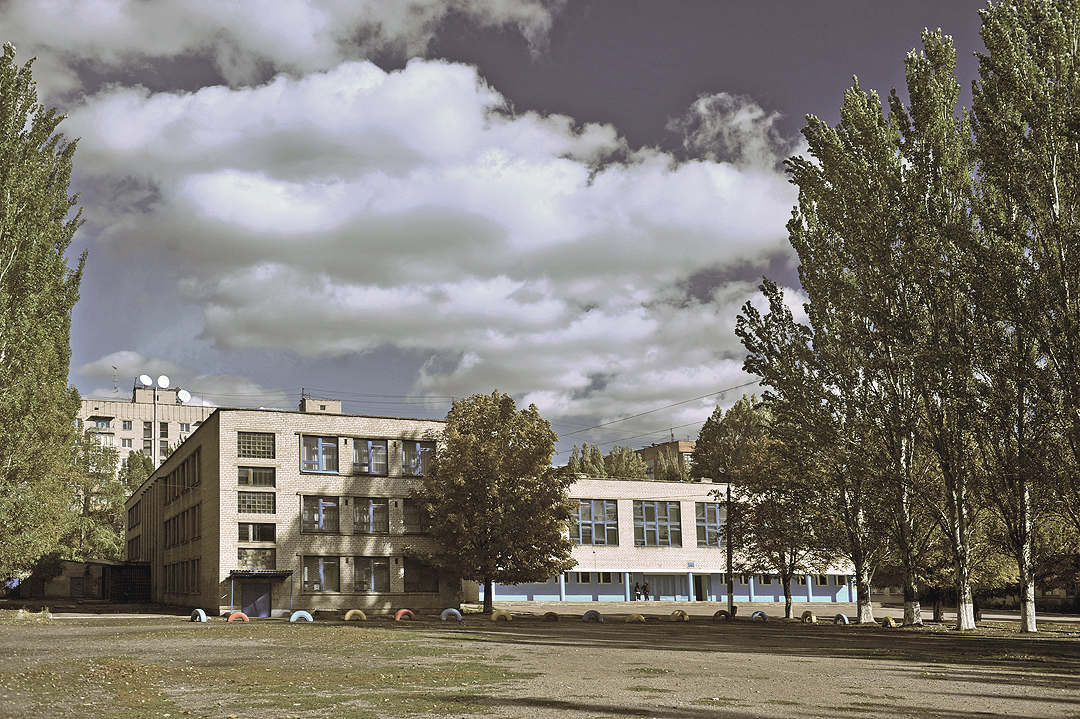
школа № 88
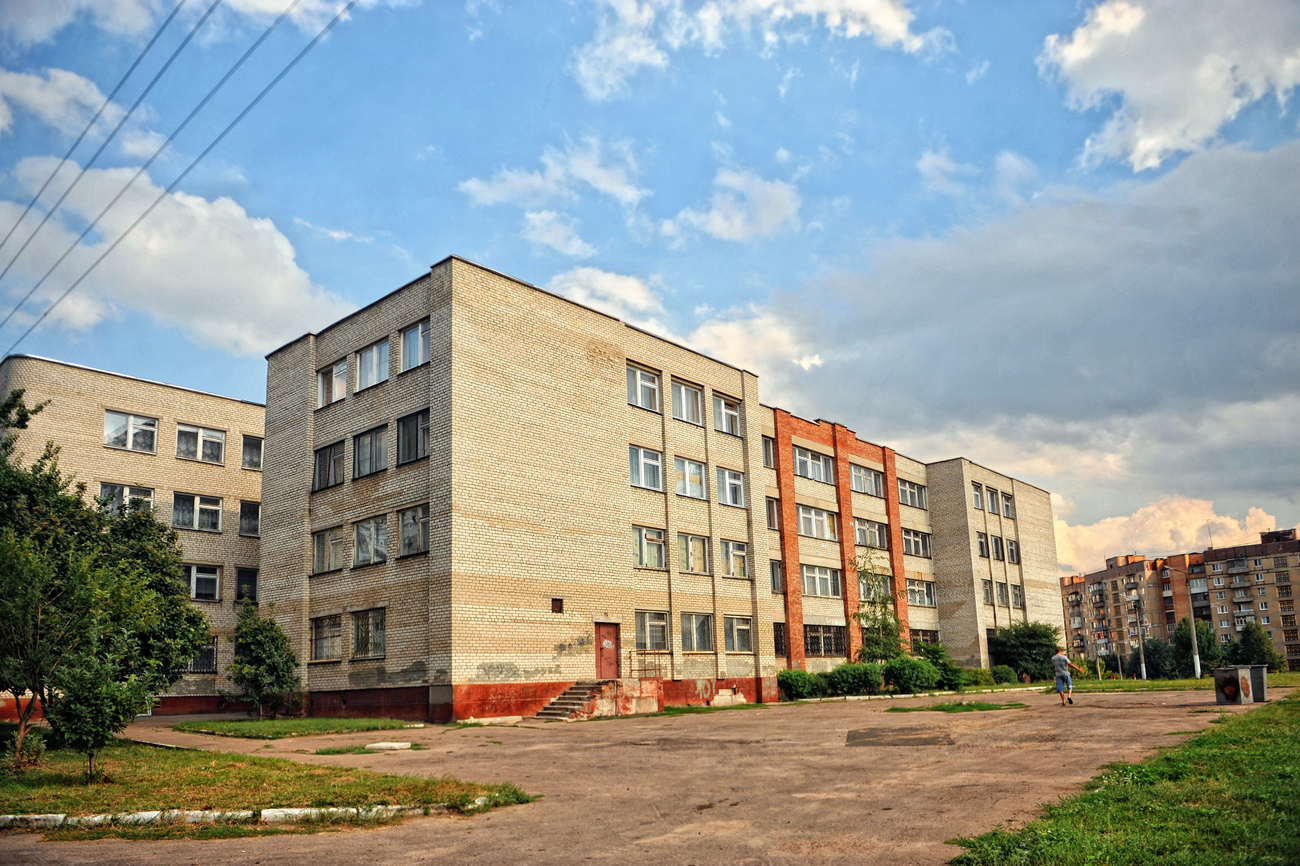
школа № 112, 1992, типовий проєкт 224-1-431.85
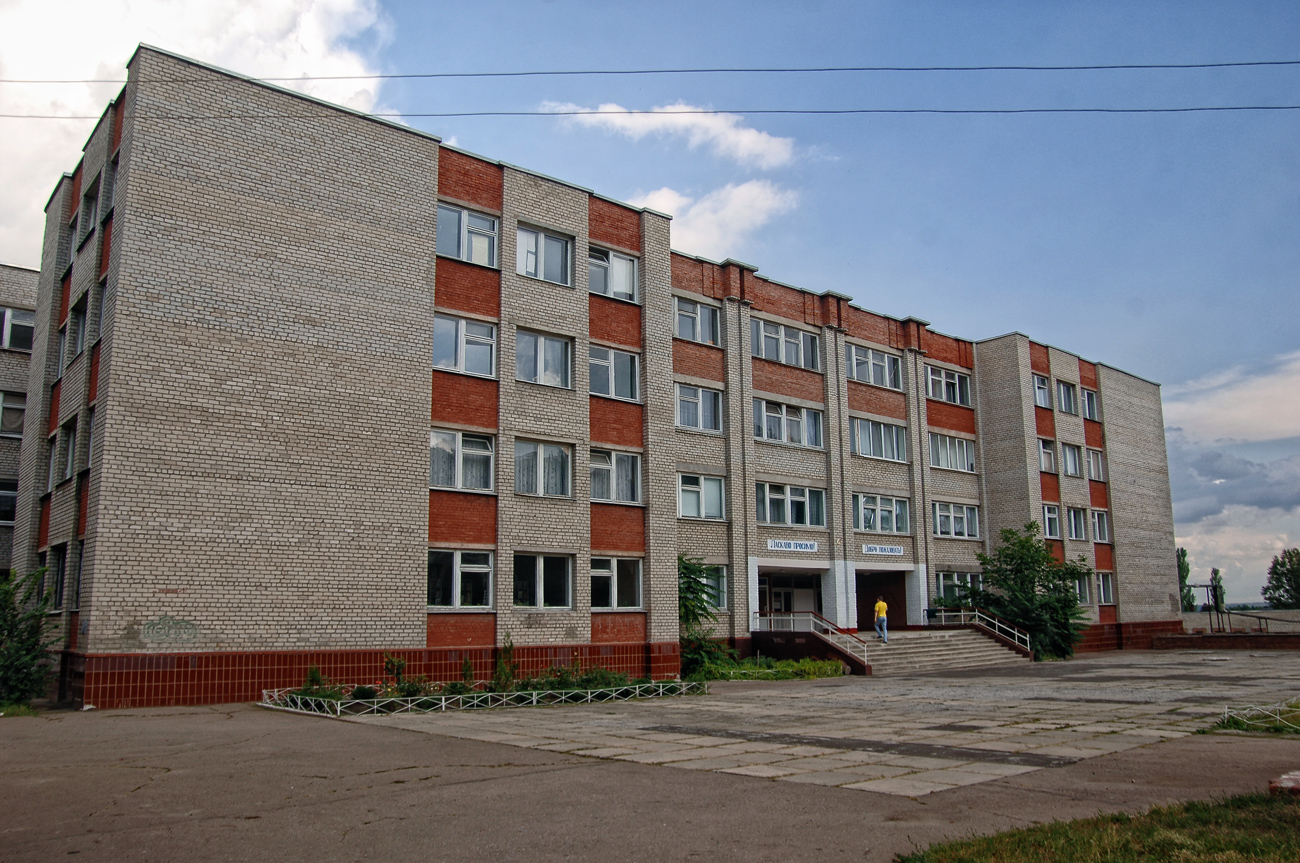
школа №30, 1988, типовий проєкт 224-1-431.85
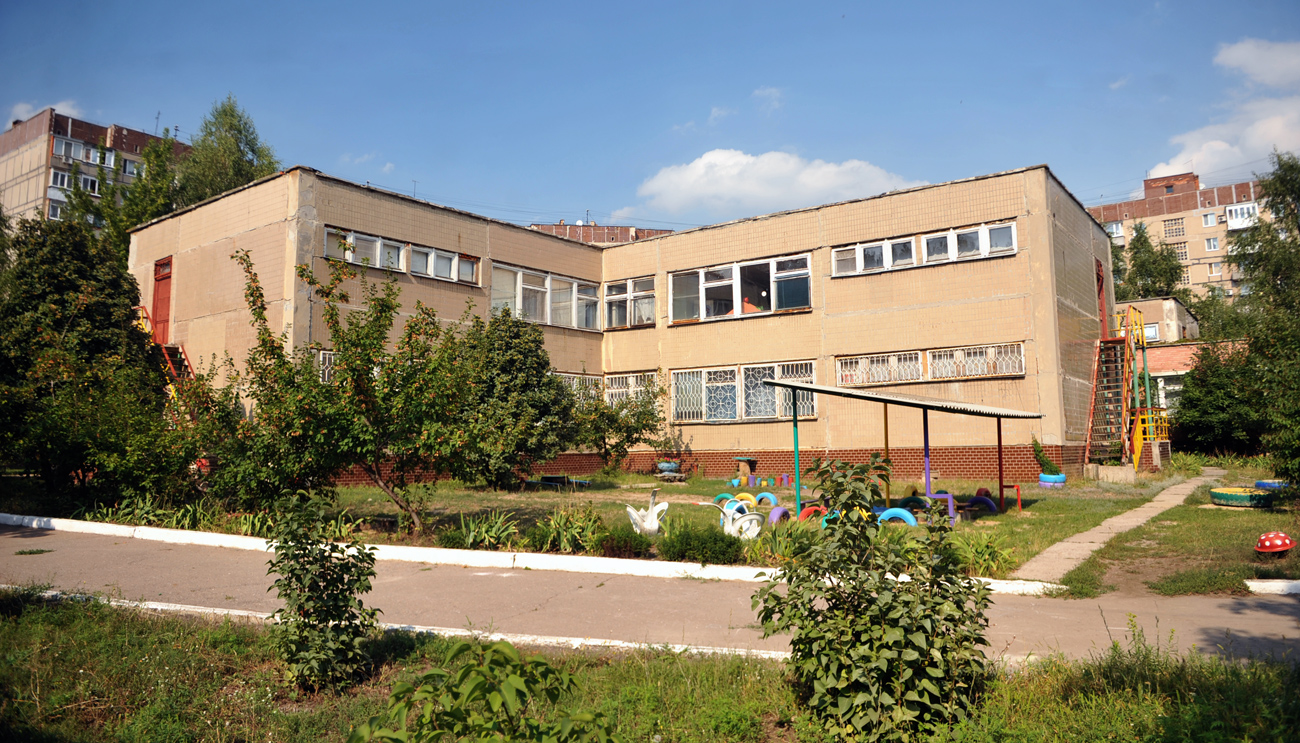
дитячий садок на вулиці Жарикова

## Охорона здоров'я
На вулиці Терешкової знаходиться міська клінічна лікарня № 27. На вулиці Островського, в будівлі колишнього профілакторію бавовняно-паперового комбінату — госпіталь Міністерства оборони України.

## Спорт

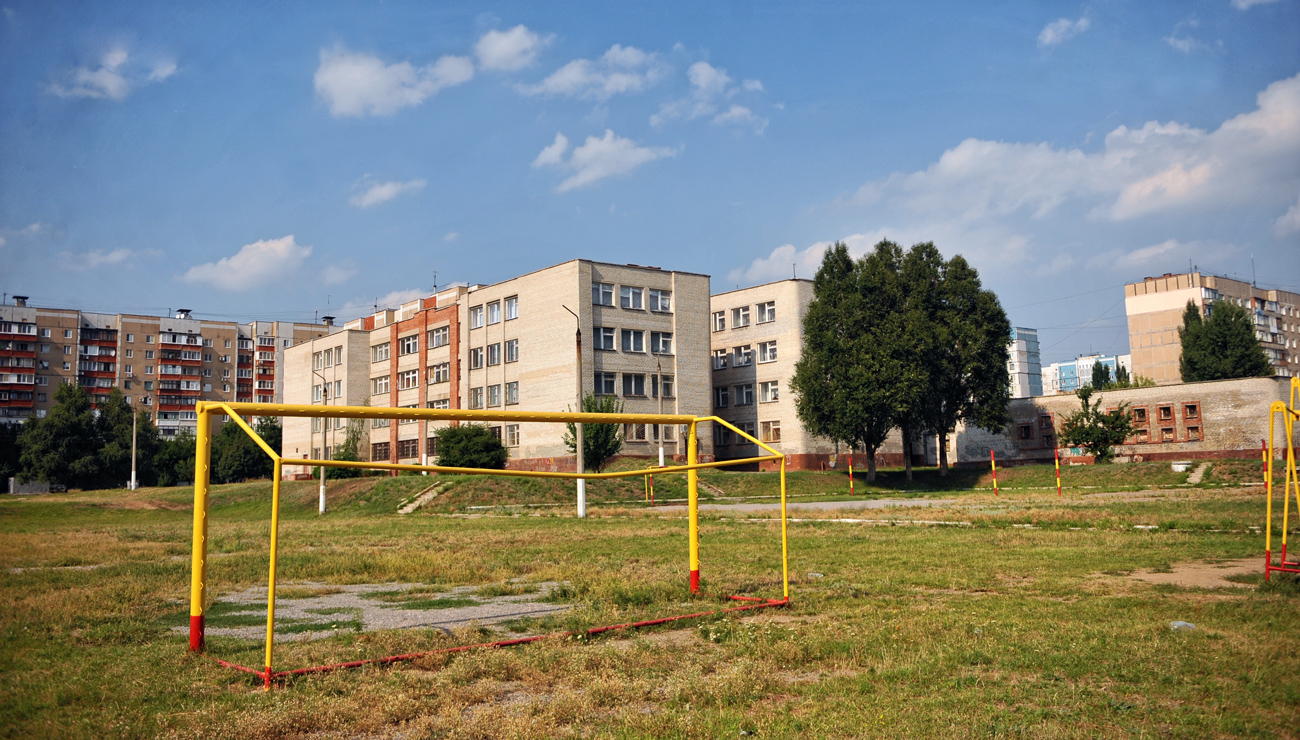
Стадіон Загальноосвітньої школи №112

У 2008 році на Текстильнику був відкритий льодовий спортивний комплекс «Лідер». Це найбільше спорудження такого типу в Донецькій області. Крім того, «Лідер» — перший льодовий палац, споруджений за бюджетні кошти за роки незалежності України. На льоду спортивного комлексу проводить домашні ігри хокейна команда «Донбас-2».
Стадіон Донецького індустріально-педагогічного технікуму є домашнім майданчиком жіночого футбольного клубу «Дончанка-ЦПОР».
Також у мікрорайоні розташований спорткомплекс «Текстильник».
У жовтні 2016-го року розпочинає своє існування МФК «Текстильник», який у перший же рік виграє другу лігу чемпіонату Донецька з футзалу. Співзасновниками команди є Хобта Віталій Володимирович та Самойлов Олексій Ігорович.
У 2018-му році МФК «Текстильник» змінює концепцію та розпочинає виступ у першій лізі формату вісім на вісім. Після першого невдалого сезону МФК «Текстильник» виборює золоті медалі першої ліги в чемпіонаті 2019-го року.

## Громадські організації
З 1990-х років мікрорайон є місцем компактного проживання азербайджанців. На вулиці Петровського розташована будівля створеної 2005 року Донецької обласної громадської організації «Конгрес азербайджанців».
На Текстильнику знаходяться Центр допомоги дітям-інвалідам і молодим інвалідам «Радуга» та Донецький фізкультурно-оздоровчий клуб інвалідів «Здоров'я».

## Релігія

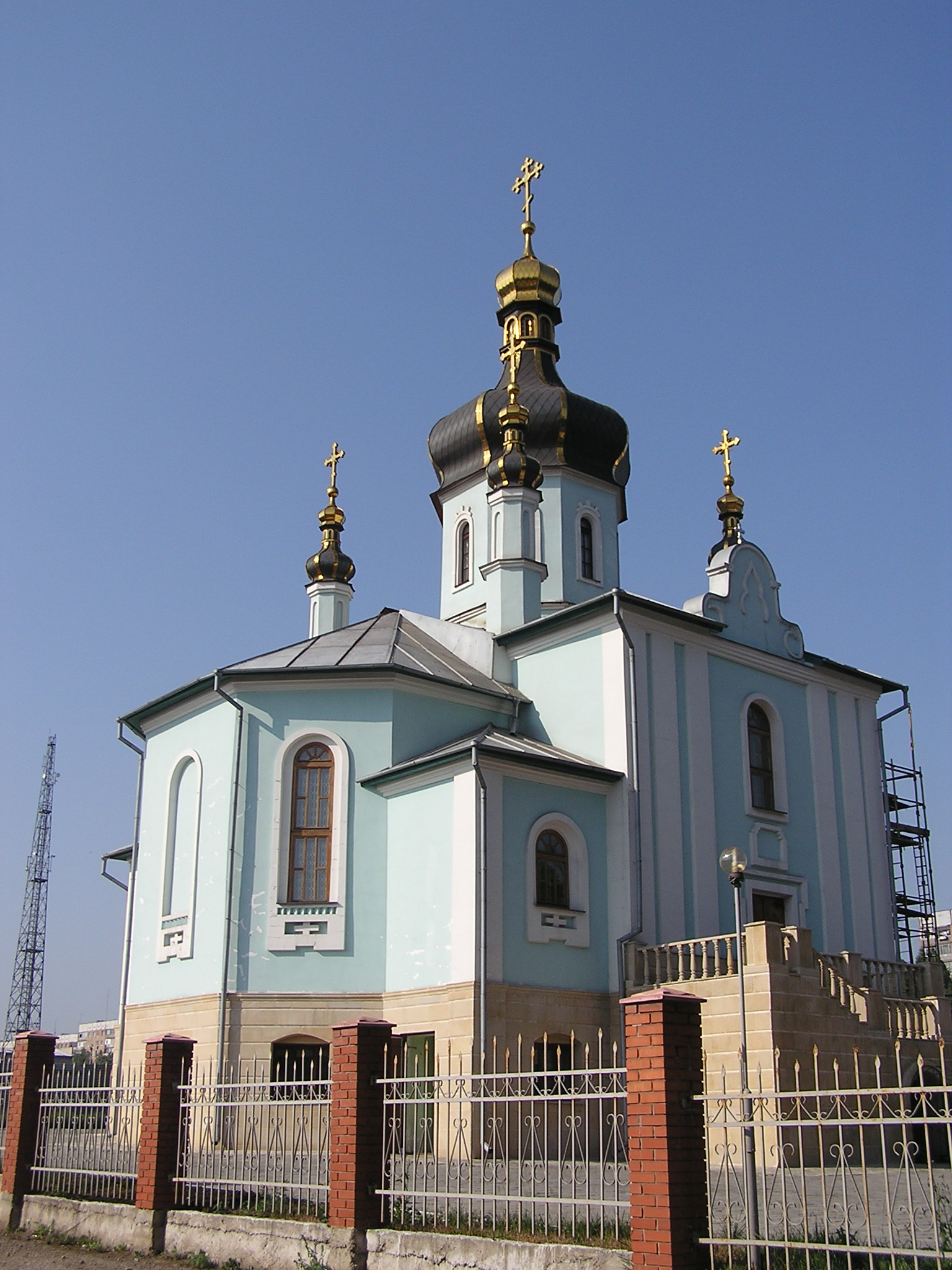
Свято-Георгіївський храм
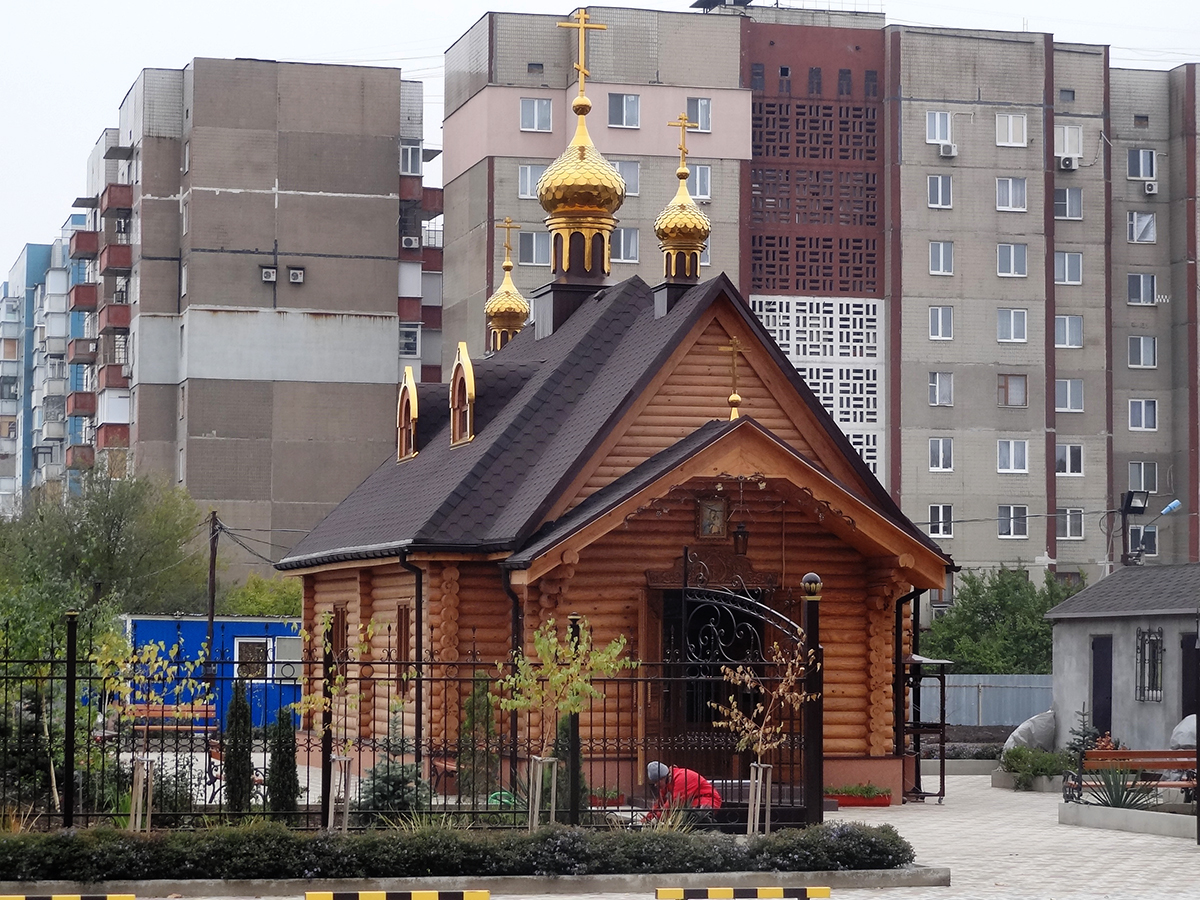
Свято-Введенський храм

У 2009 році освячено Свято-Георгіївський храм Української православної церкви (Московського патріархату), відомий тим, що побудовано на території діючого ринку «Меркурій».
Окрім того, в мікрорайоні діють Зал Царства Свідків Єгови, Будинок зібрань Церкви Иисуса Христа Святих останніх днів[неавторитетне джерело 135 дней] і Християнський центр баптистської церкви «Свєт Євангелія».

## Відомі люди
- Марина Цвігун — засновник тоталітарної секти «Великого Білого Братства ЮСМАЛОС». Працювала на Донецькому ХБК[15].
- Владимир Завгородній — автор і виконавець авторської пісні[16].
- Олександр Стонаєв (Гусар) — поет, мандрівник, засновник клубу автостопу «Магістраль»[17].
- Федоров Ярослав Сергійович – учасник телешоу Дом-2, Україна має талант 3 та 5 сезон.
- Федорова Кіра Вікторівна - учасник телешоу "Поле чудес"
- Андрій Іконніков (Астахов) - ведучий ранкового шоу на радіо "Мелодія FM".
- Ігор Журбенко - учасник телешоу «Зважені та щасливі - 3».
- Ілля Яковлєв - учасник телешоу «Зважені та щасливі - 3».

## Світлини

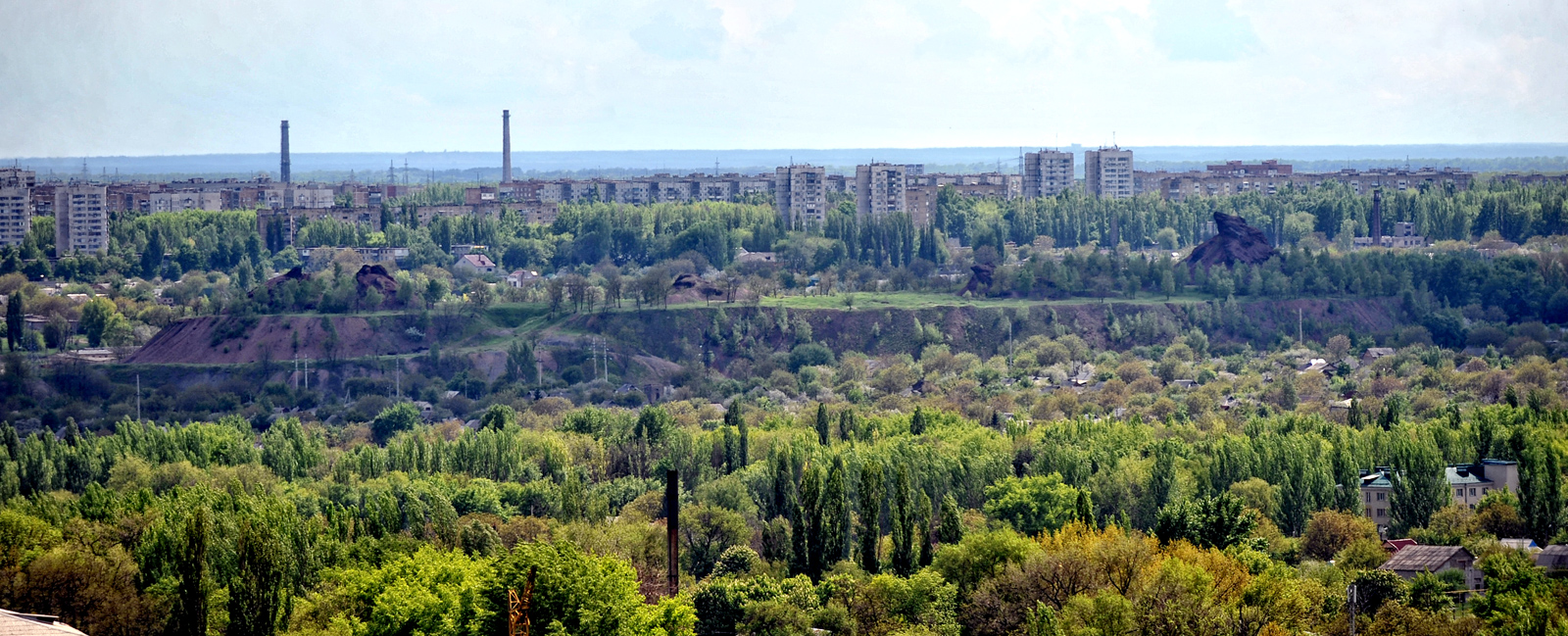
Вид на Текстильник з пагорба
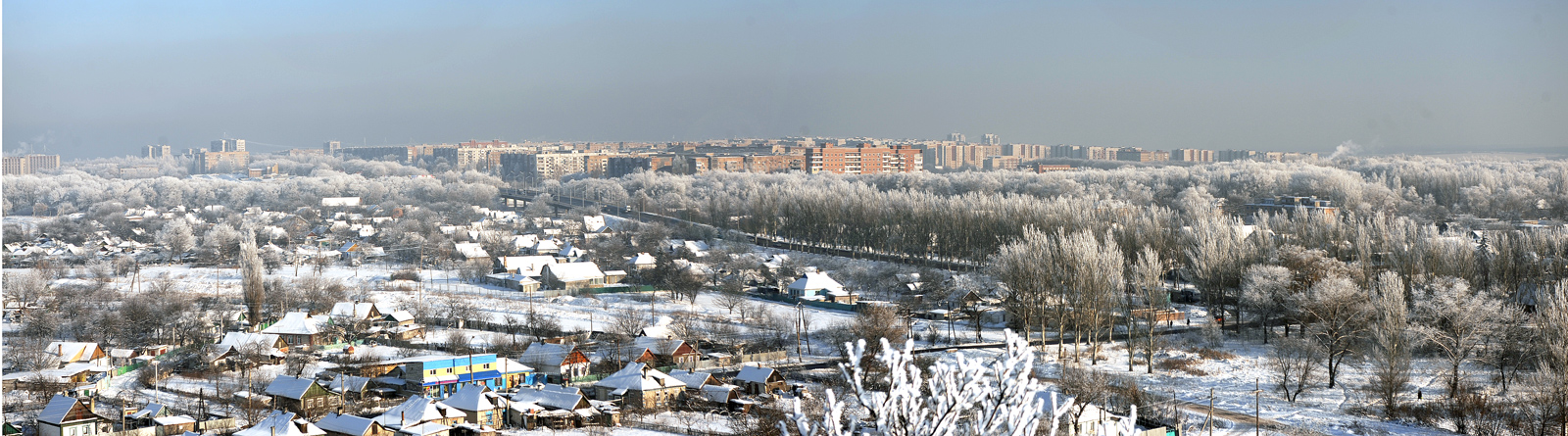
Вид на Текстильник з пагорба

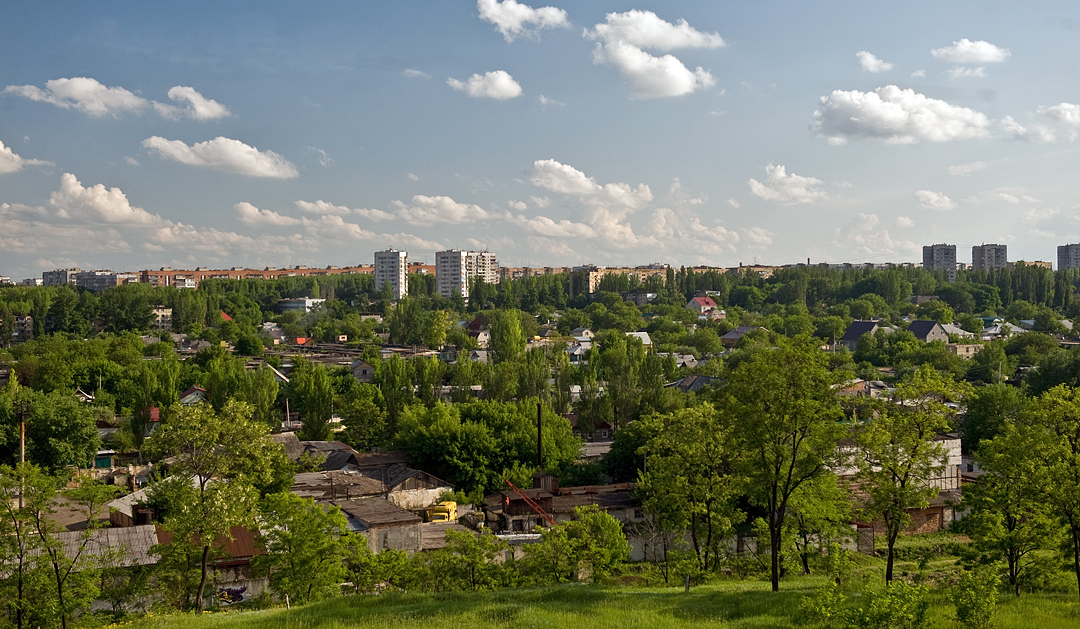
Вид на Текстильник з пагорба
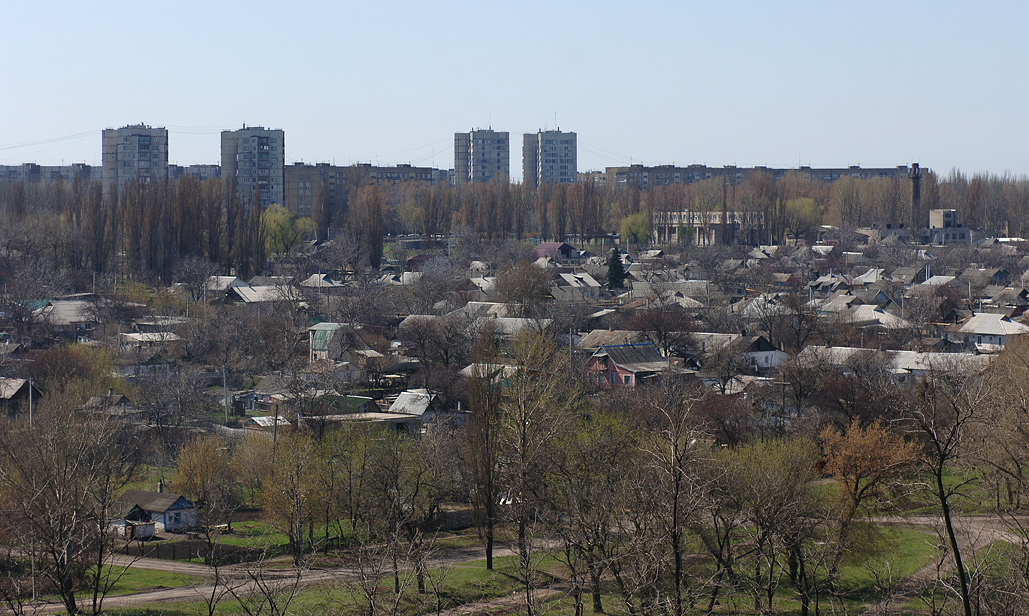
Панорама Текстильника
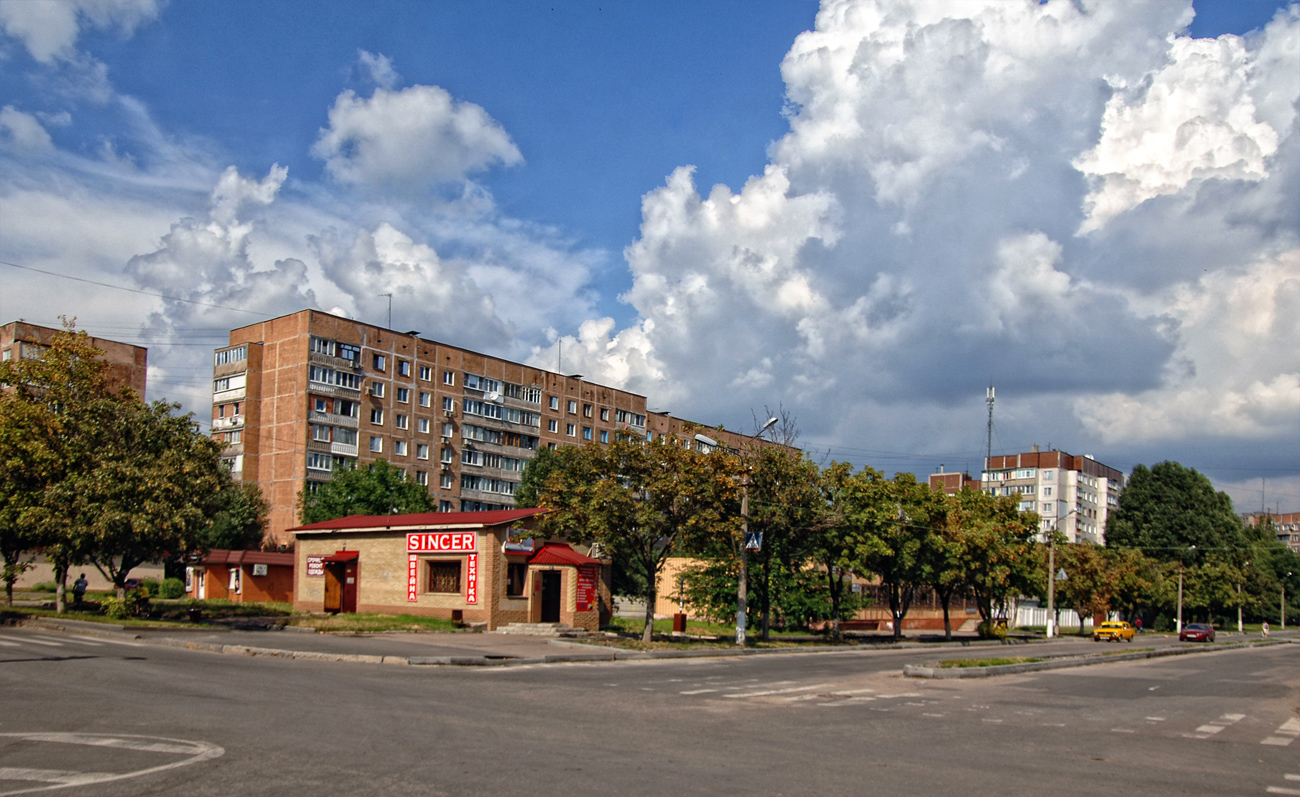
Вулиця Островського та вулиця Терешкової
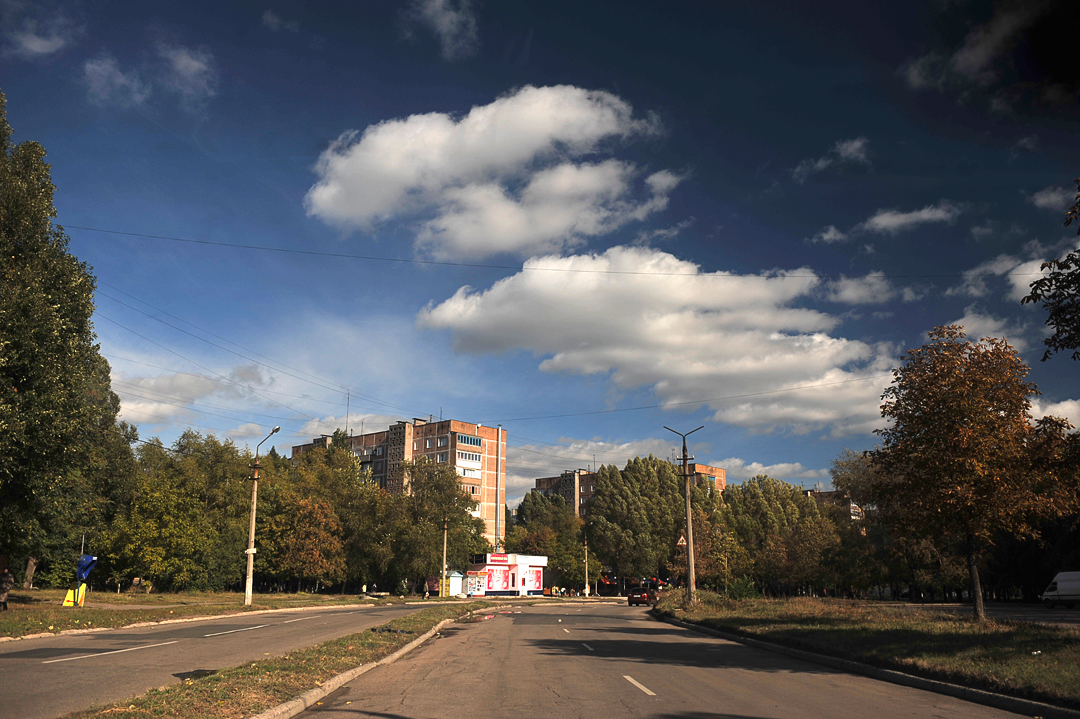
Вулиця Островського
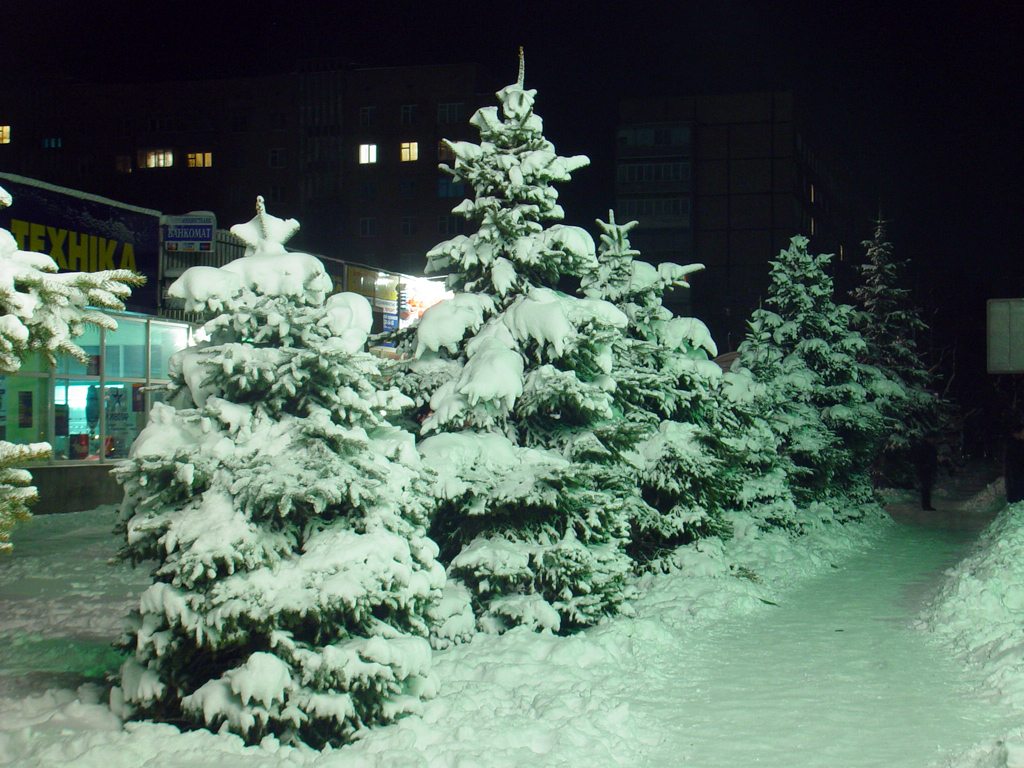
Вулиця Ляшенко
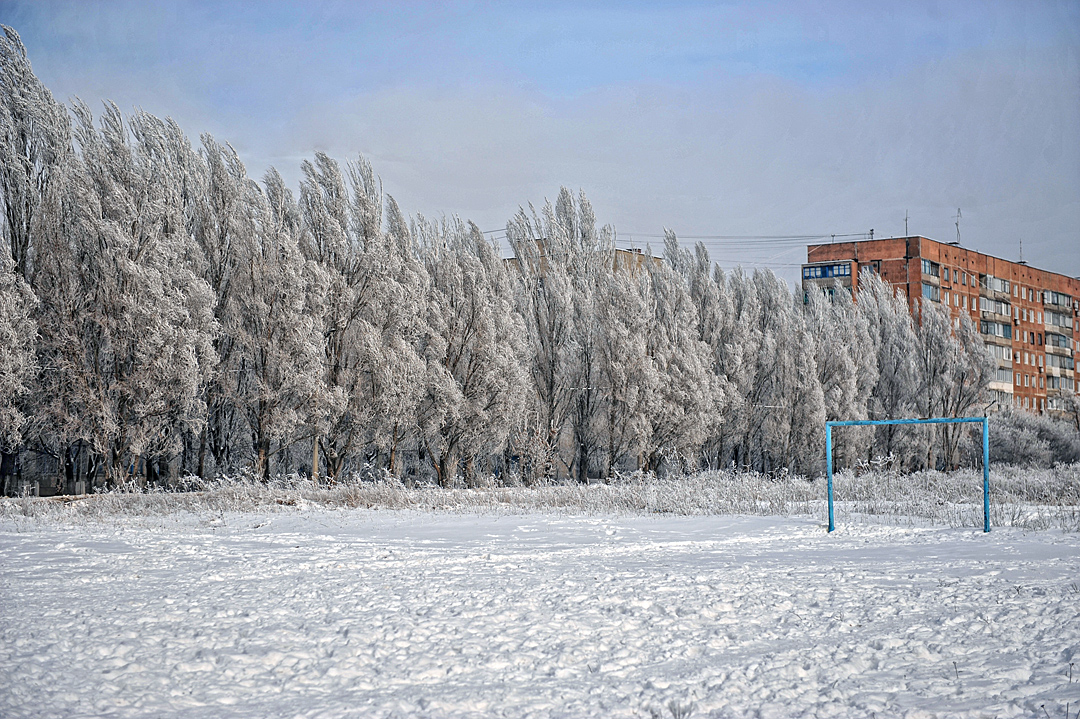
Вулиця Островського
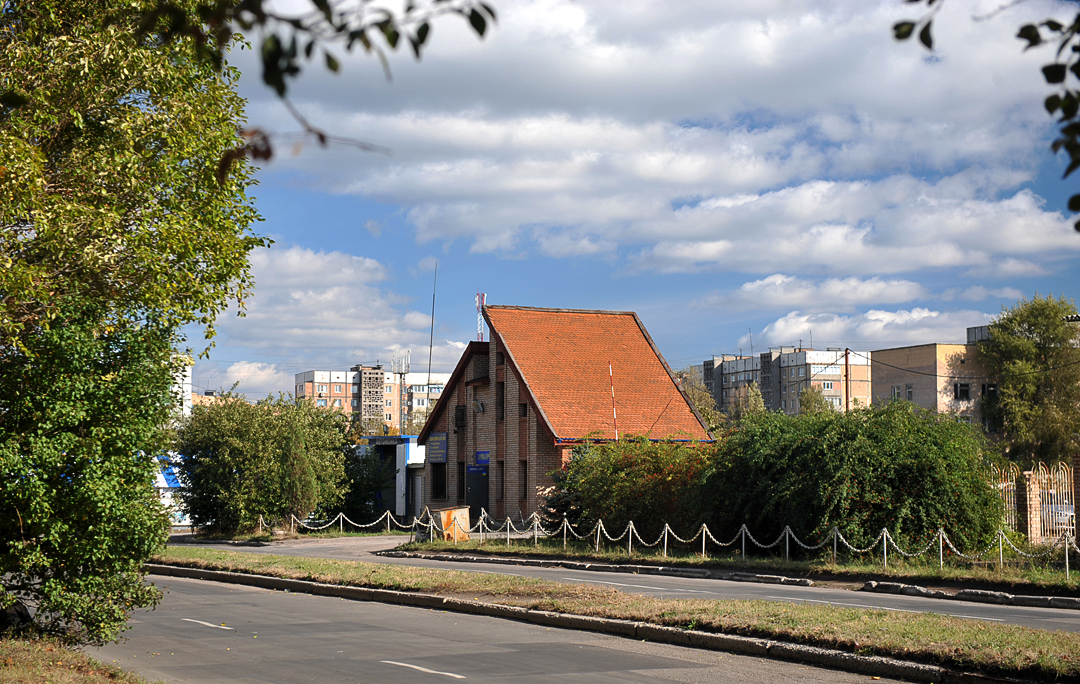
Вулиця Островського
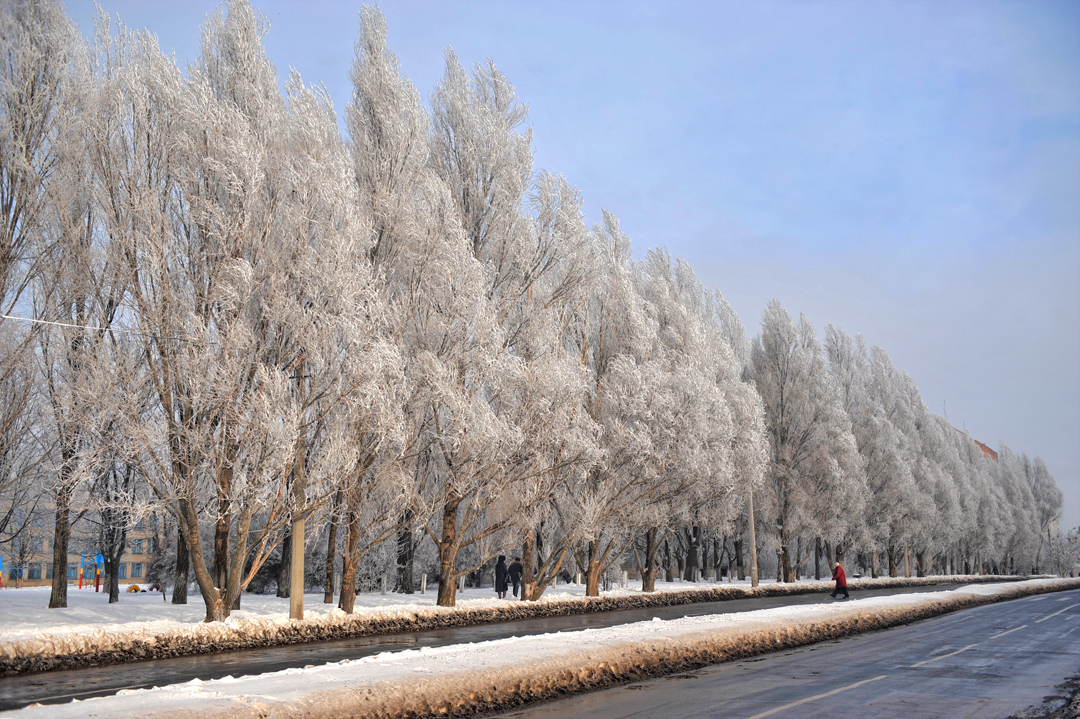
Вулиця Островського
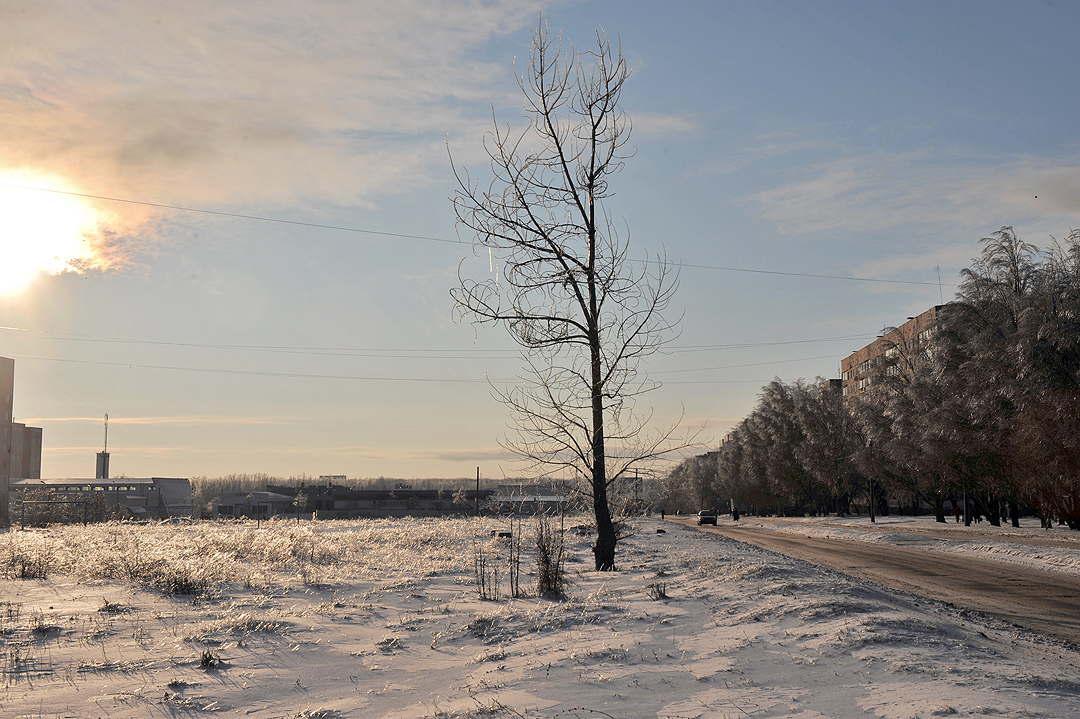
Поле поблизу Мікрорайону
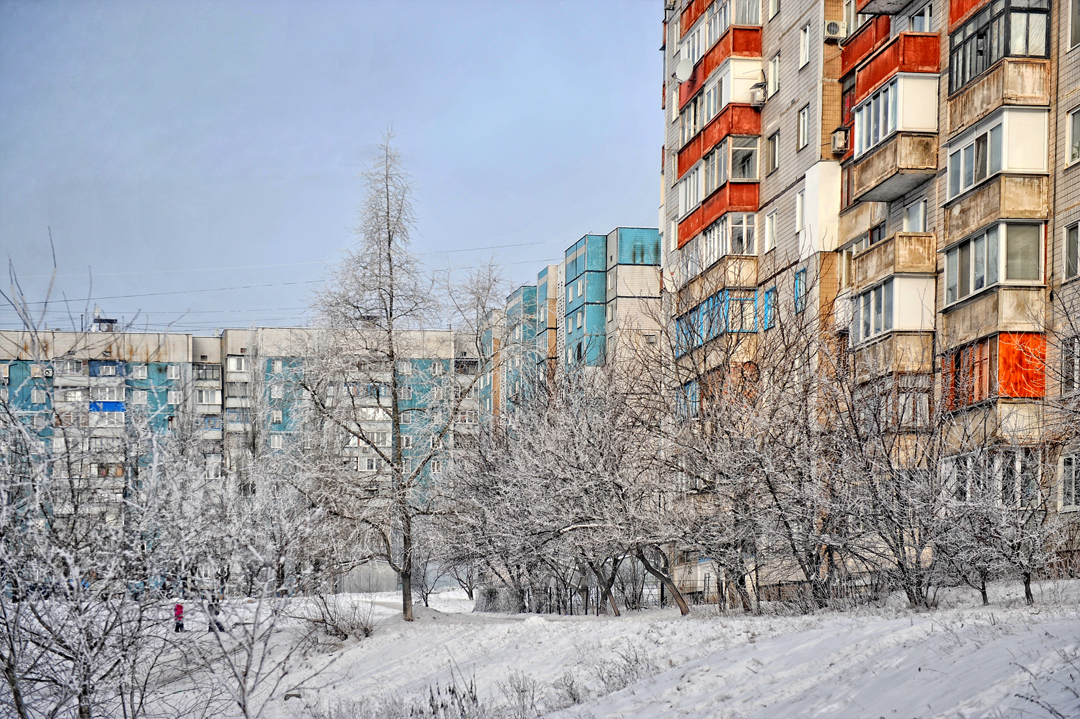
Багатоповерхівки Текстильника
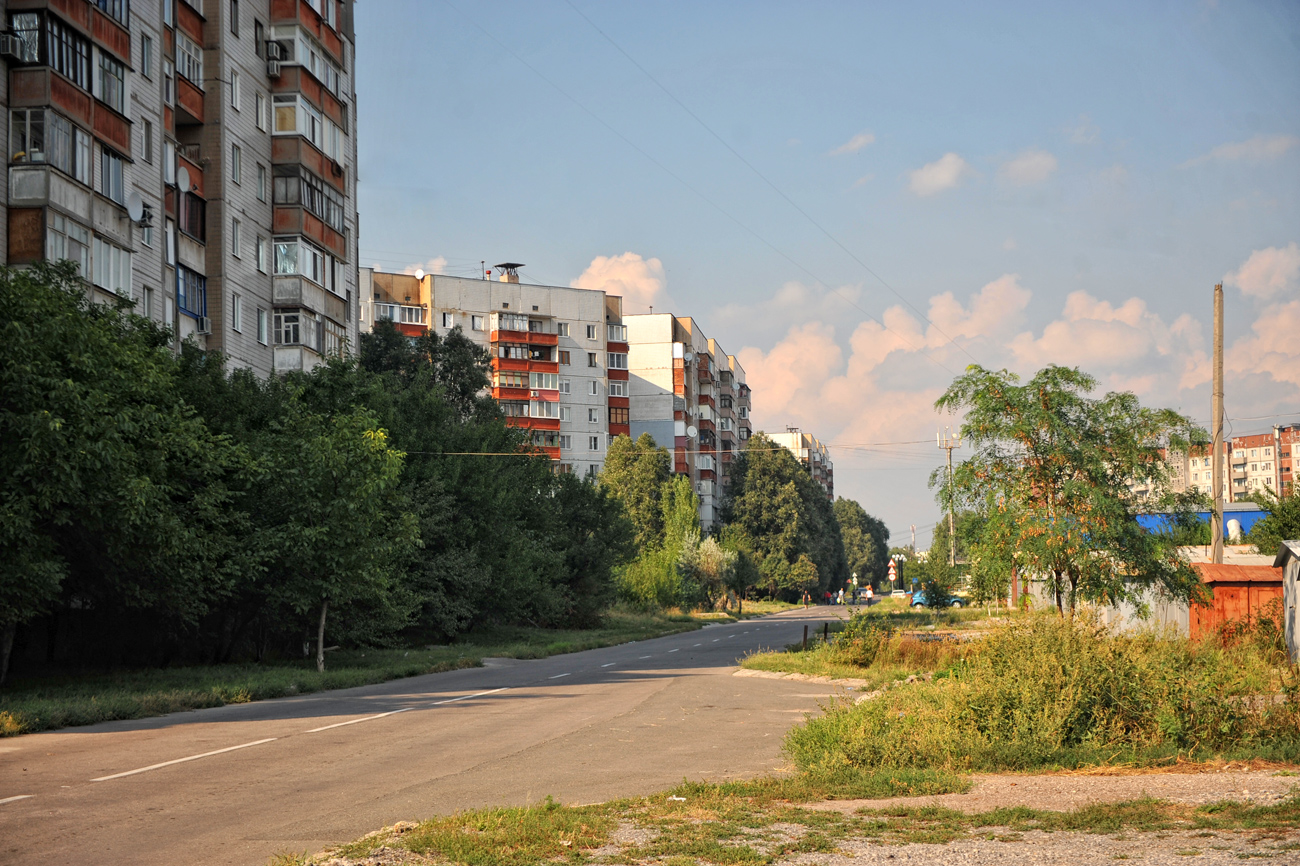
Вулиця Терешкової
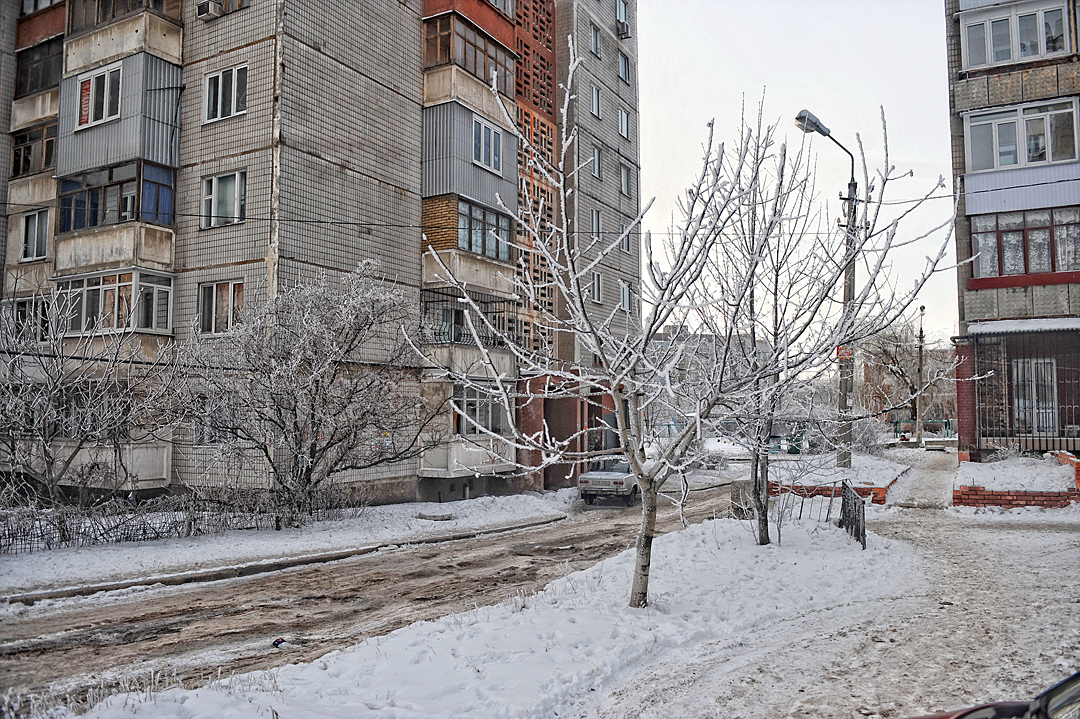
Вулиця Терешкової
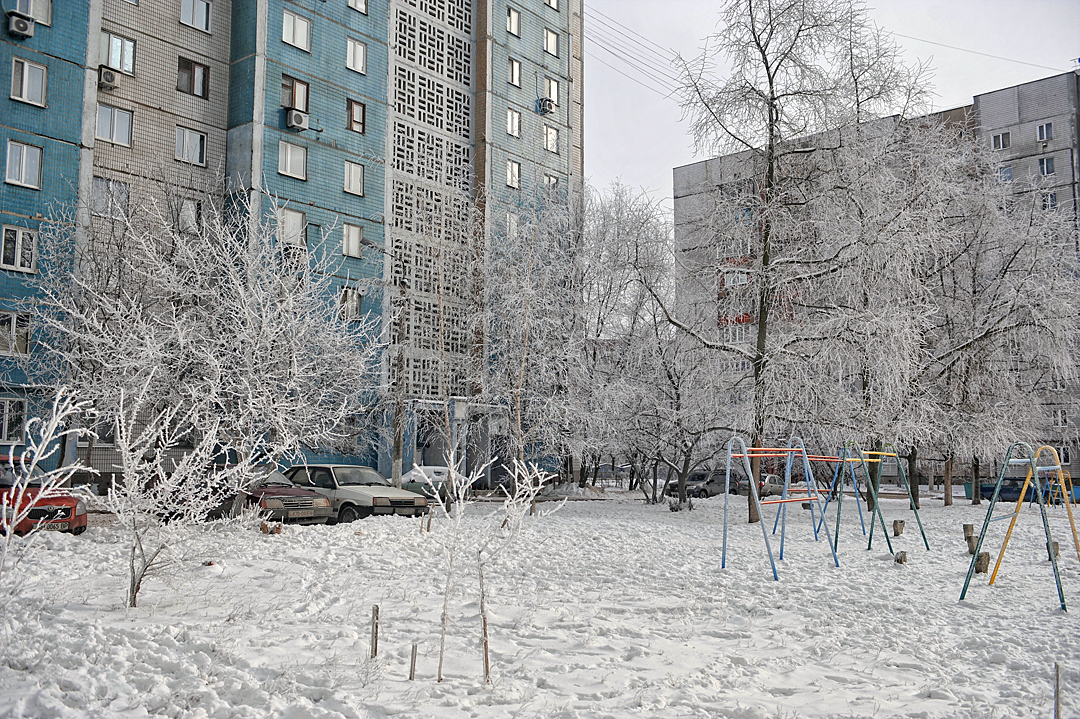
Вулиця Висоцького
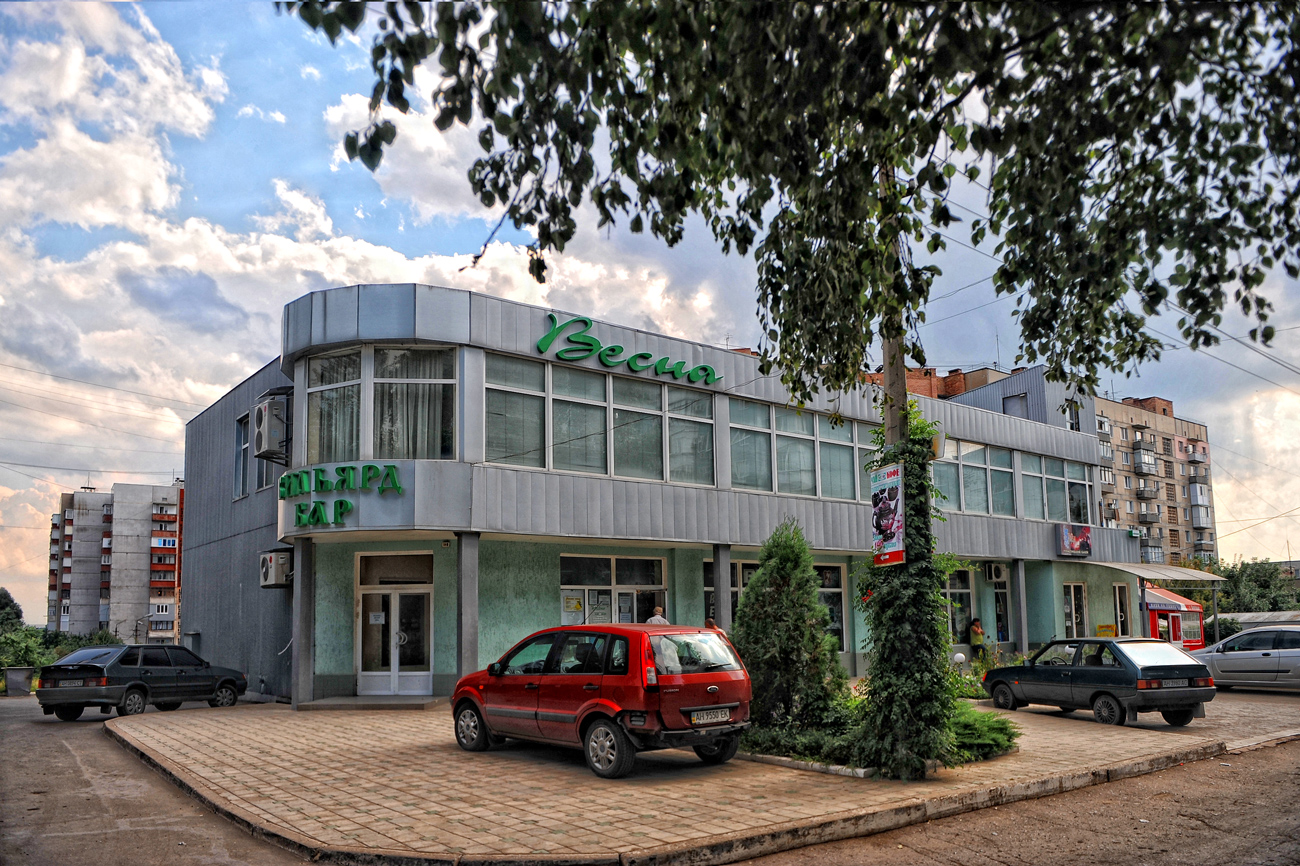
Вулиця Висоцького
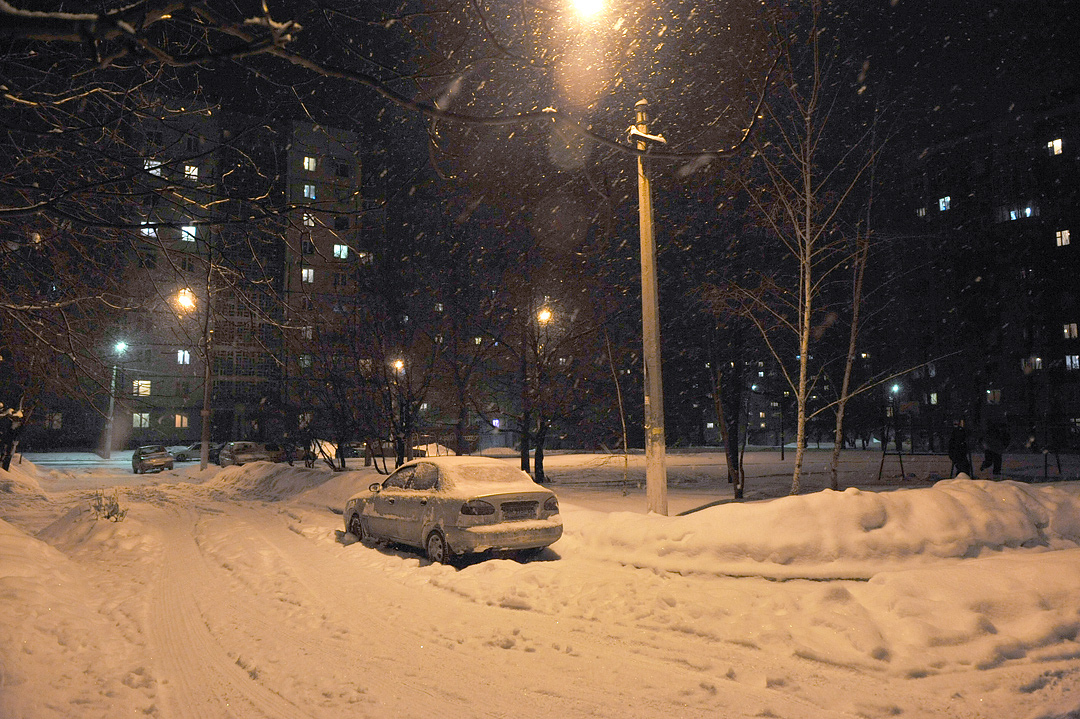
Вулиця Висоцького
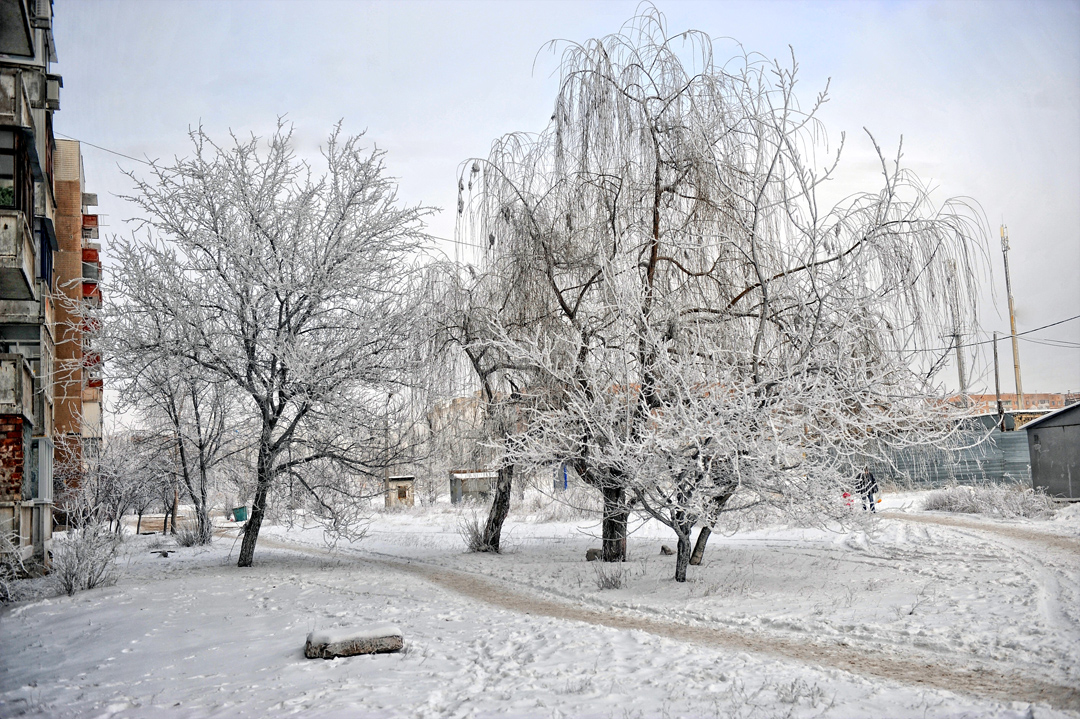
Вулиця Висоцького
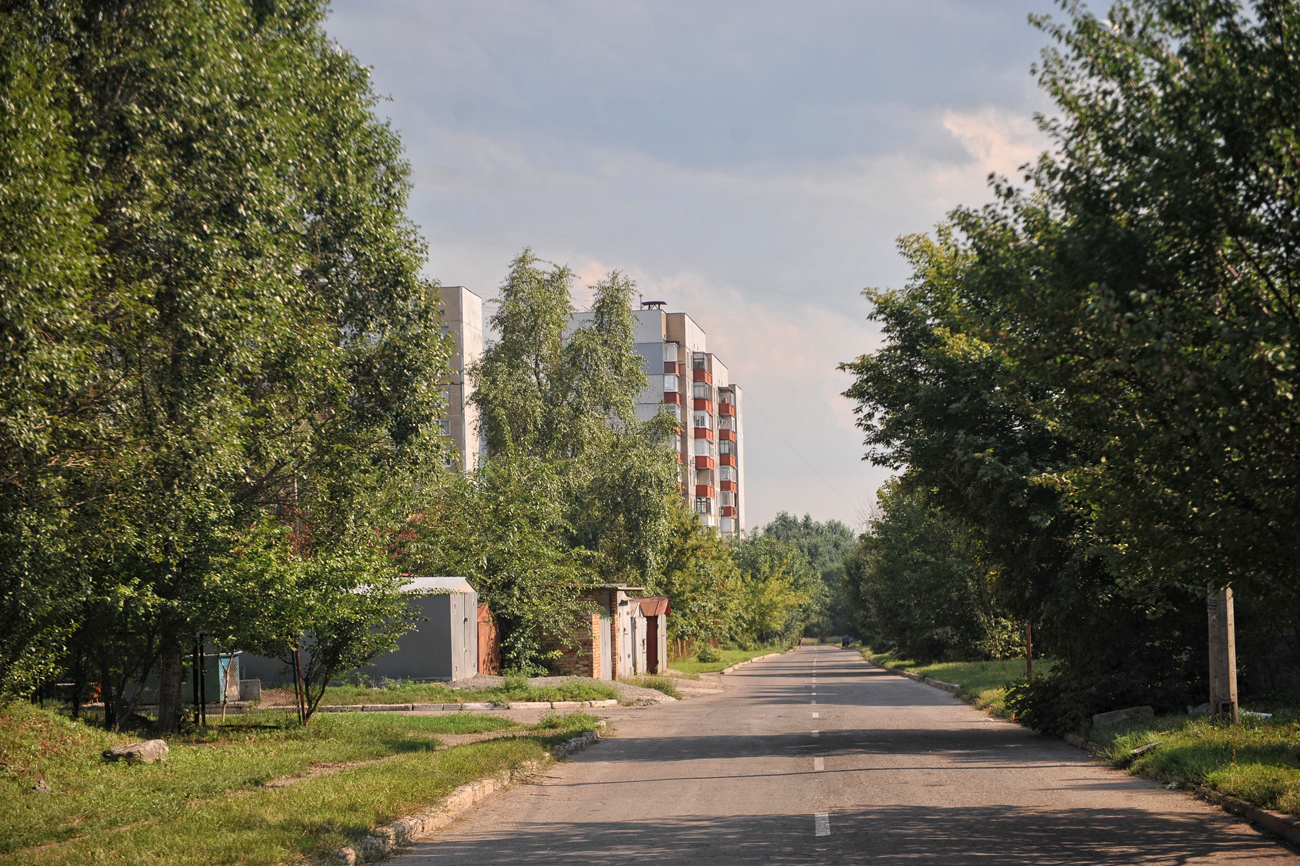
Вулиця Жарикова
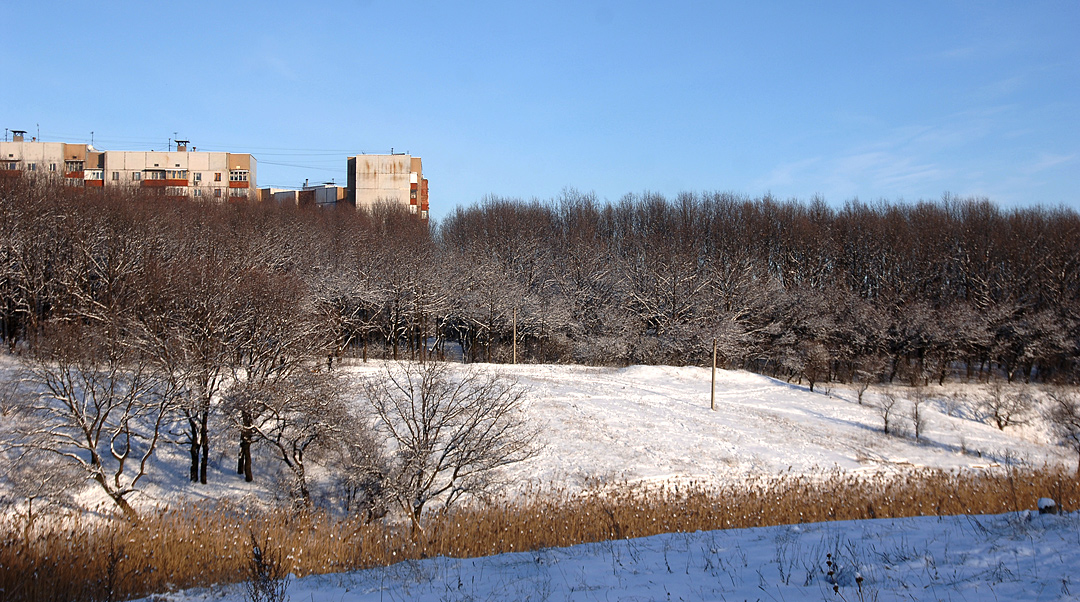
Вулиця Жарикова
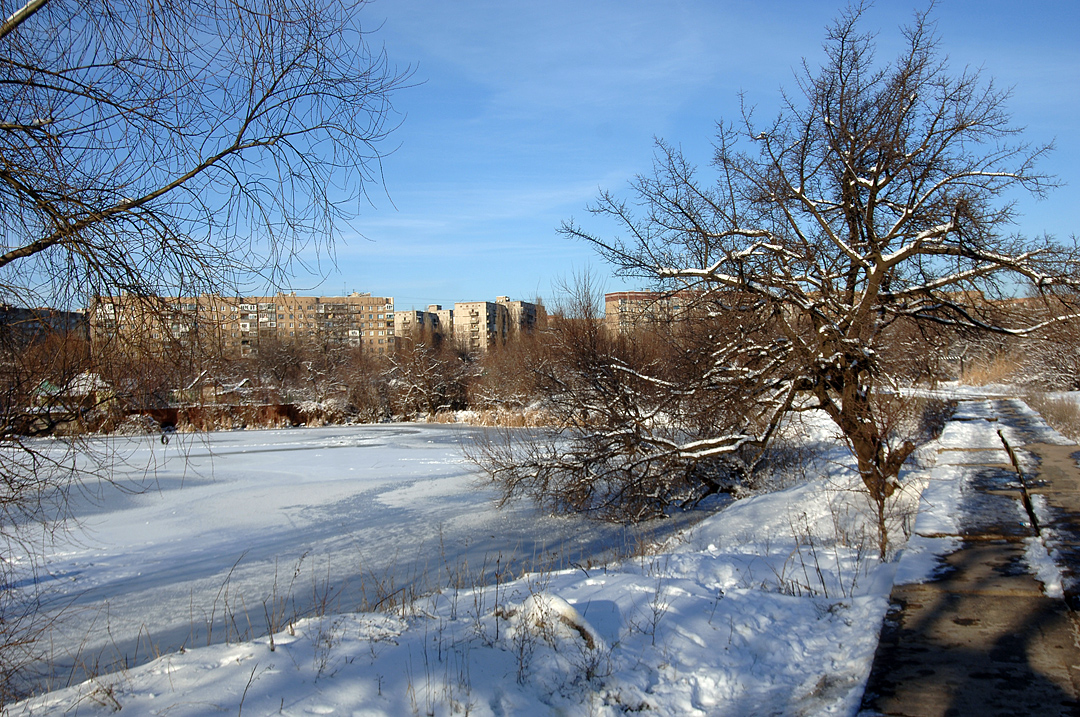
Селище Раківка
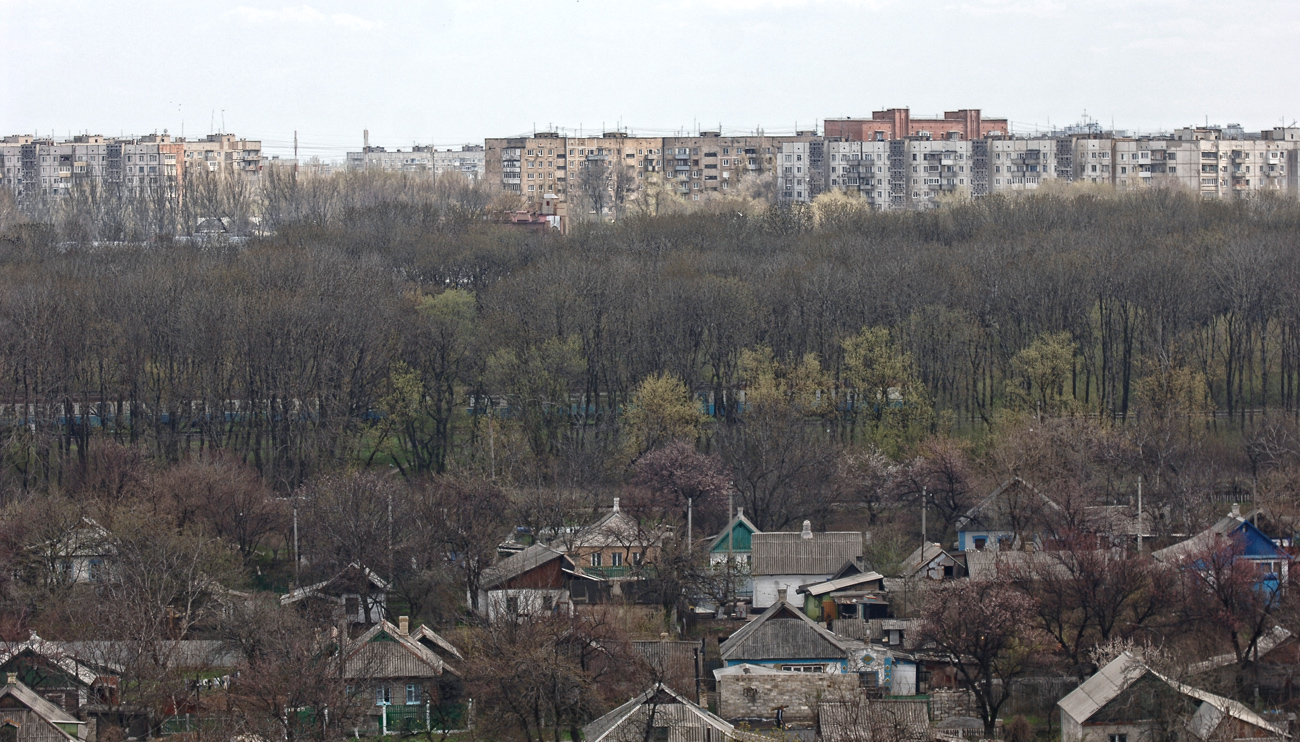
Вид на Текстильник
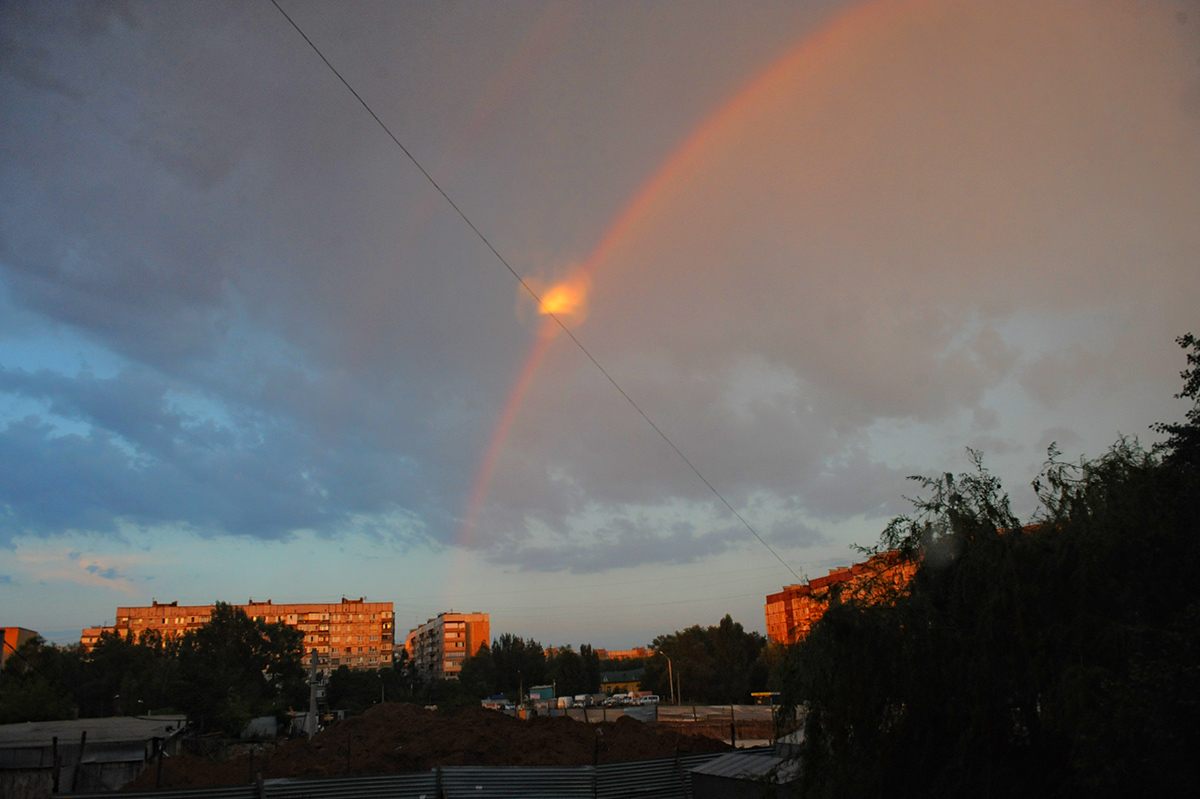
Райдуга над Текстильником
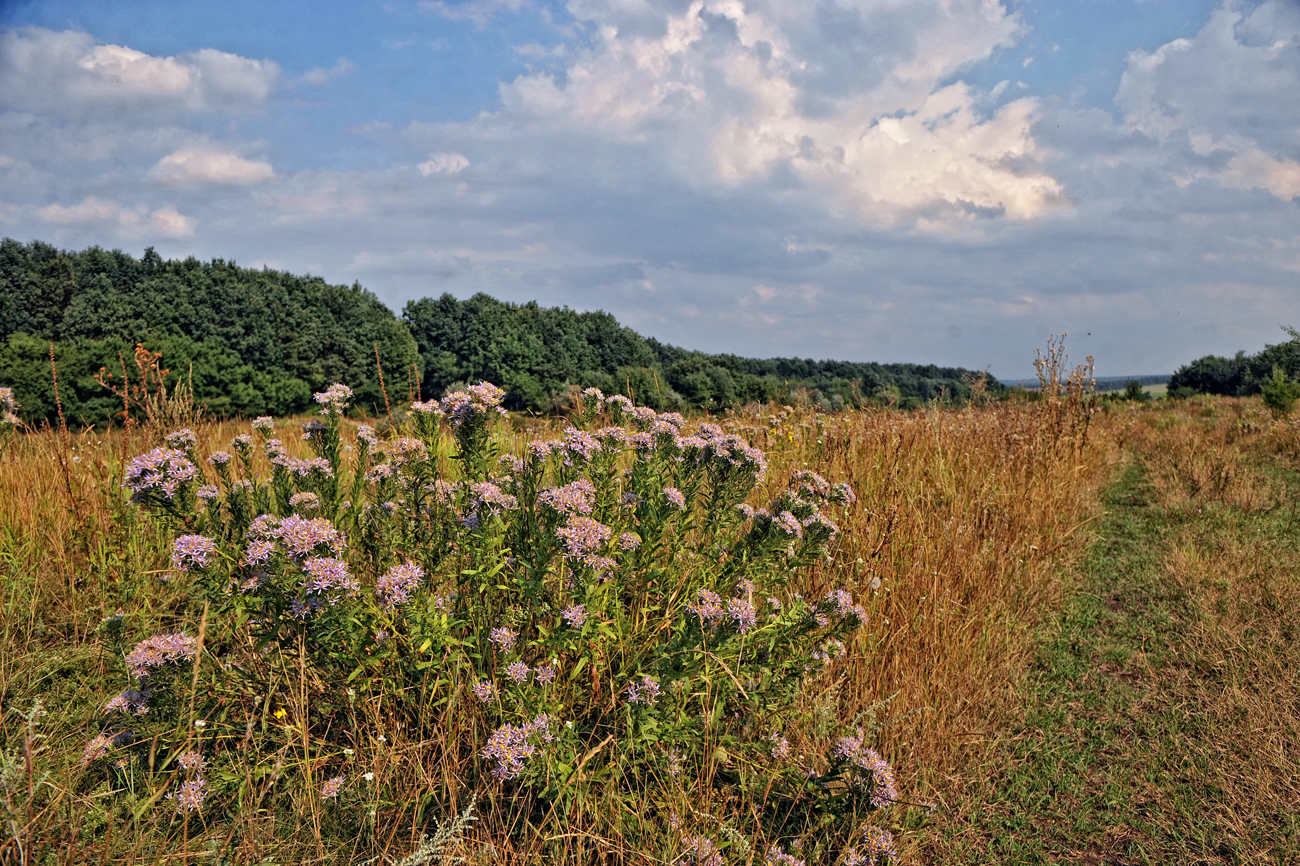
Поле поблизу Текстильника

## Карта
- Текстильник на wikimapia. Архів оригіналу за 25 серпня 2011. Процитовано 10 грудня 2018.